# Storia del fumetto statunitense

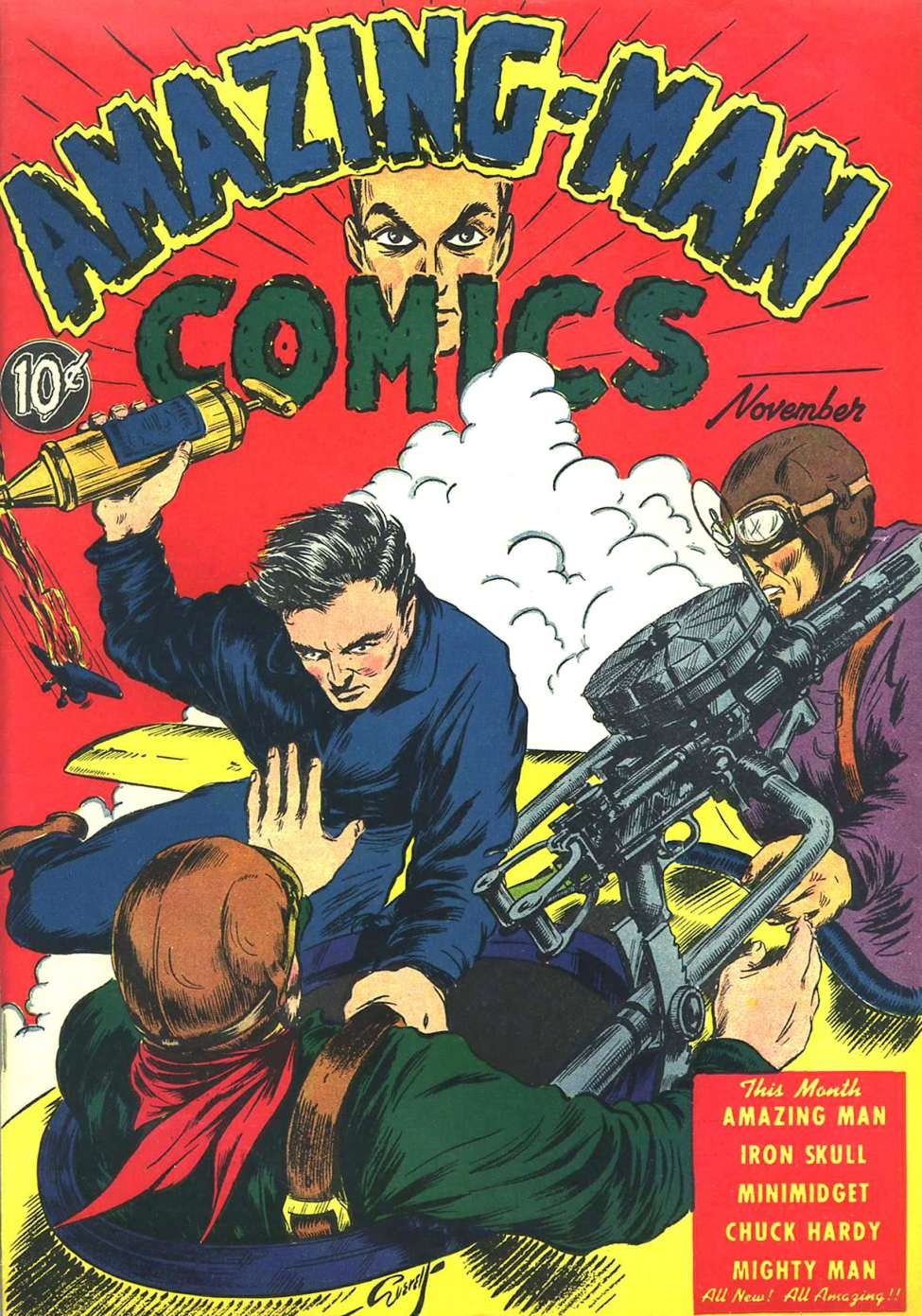
Copertina di Amazing Man Comics n. 7 (novembre 1939). Illustrazione di Bill Everett

La storia del fumetto statunitense inizia nel 1842 con la traduzione di un'opera di Rodolphe Töpffer: The Adventures of Obadiah Oldbuck. Successivamente alcuni artisti locali si impadroniscono di questo nuovo mezzo e creano i primi fumetti statunitensi. Tuttavia è lo sviluppo della stampa quotidiana che permette loro di raggiungere un pubblico significativo. I primi anni vedono la fissazione dei codici canonici del fumetto (personaggi ricorrenti, nuvolette, ecc.) e dei primi generi (strisce umoristiche, racconti d'avventura). I personaggi acquisiscono fama nazionale e diventano oggetto di adattamenti transmediali mentre i giornali ingaggiano una feroce battaglia per accaparrarsi gli autori più popolari.
Il secondo grande passo avanti è quello degli albi a fumetti, nel 1934, che permette la circolazione (prima di tutto le ristampe di materiale apparso sui quotidiani) in pubblicazioni specificamente dedicate. Nel 1938, quando Superman appare in uno di questi fascicoli, inizia quella che comunemente viene chiamata "Golden Age of Comics". Durante gli anni della guerra, i supereroi e gli animali sono i generi più popolari. In seguito al declino dei supereroi, si sviluppano nuovi generi (western, romantici, fantascienza, ecc.), che raggiungono un pubblico sempre maggiore. All'inizio degli anni Cinquanta, con l'avvento della televisione, le vendite iniziarono a diminuire. Allo stesso tempo i fumetti, sono oggetto di numerosi attacchi a causa di una loro presunta nocività per i giovani. L'istituzione della Comics Code Authority ha causato la scomparsa delle serie poliziesche e horror incriminate.
Nel 1956 ha inizio "Silver Age of Comics" con il revival dei supereroi Flash e Lanterna Verde da parte della DC Comics. Mentre la Dell Comics e i suoi fumetti per bambini è la principale casa editrice del periodo, generi diversi da quello dei supereroi stanno iniziando a declinare e molti editori chiudono. Supereroi molto popolari, creati principalmente da Stan Lee e Jack Kirby, fanno la loro comparsa alla Marvel Comics, che diventa il più importante editore di fumetti e tale rimane durante il successivo periodo, chiamato "Bronze Age" (dall'inizio degli anni Settanta al 1985), durante il quale le storie diventano meno manichee mentre i fumetti di supereroi stabiliscono la propria egemonia. La distinzione tra questi due periodi è spesso legata dagli storici a un evento ma si tratta piuttosto di una serie di cambiamenti che interessano diversi aspetti del mondo dei fumetti. Allo stesso tempo compaiono fumetti underground che, a livello estetico, affrontano temi inediti e, a livello economico, fanno affidamento su un nuovo modello di distribuzione. Le strisce a fumetti continuano a circolare in tutto il paese, con alcune che arrivano a godere anche di una diffusione internazionale, come i Peanuts.
Il Periodo Moderno appare inizialmente come una nuova Golden Age in cui sceneggiatori e disegnatori ricreano personaggi classici o lanciano nuove serie che attirano milioni di lettori. Tuttavia, è poi segnato da una catena di crisi che mettono a rischio l'equilibrio finanziario di numerosi attori. Fumetti alternativi, figli di quelli underground, si sviluppano nella scia di Art Spiegelman e del suo Maus. Le riviste a fumetti, dal canto loro, conobbero negli anni 2000 una crisi sempre più marcata legata a quella della stampa nel suo complesso, mentre contemporaneamente si sviluppano i webcomics, nati negli Stati Uniti.

## I diversi periodi
Gli storici del fumetto statunitense generalmente usano una divisione cronologica in “età”. Il primo periodo, chiamato "Golden Age", è quello che va dal 1938 (prima apparizione di Superman) al 1954 (istituzione del Comics Code). I periodi successivi sono: la “Silver Age", che va dal 1956 all'inizio degli anni Setteanta, poi la "Bronze Age" dall'inizio degli anni Settanta al 1986 e, infine, la "Modern Age" dal 1986 a oggi. Questa divisione è ormai entrata nell'uso ma non tutti i critici la applicano; alcuni offrono periodizzazioni proprie. Le date utilizzate, inoltre, possono variare a seconda degli autori (ci sono almeno quattro date per segnare la fine dell'età di bronzo).
Shirrel Rhoades nella sua opera A Complete History of American Comic Books riprende la divisione canonica ma cita Ken Quattro, che in The New Ages: Rethinking Comic Book History propone tre periodi eroici (dal 1938 al 1955, dal 1956 al 1986 e dal 1986 a oggi). Rhoades cita anche Steve Geppi che, tenendo conto delle strisce a fumetti, divide la storia del fumetto in età "vittoriana" ("Victorian Age", dal 1828 al 1882), "di platino" ("Platinum Age", dal 1882 al 1938), "d'oro" ("Golden Age", dal 1938 al 1945), "atomica" ("Atom Age", dal 1946 al 1956), "d'argento" ("Silver Age", dal 1956 al 1971), "di bronzo" ("Bronze Age", dal 1971 al 1985), "di rame" ("Copper Age", dal 1986 al 1992), "di cromo" ("Chrome Age", dal 1992 al 1999) e "moderna" ("Modern Age", dal 2000). Randy Duncan e Matthew J. Smith in The Power of Comics: History, Form and Culture preferiscono parlare di un'era di invenzione, proliferazione, diversificazione, ecc. Il crescente interesse per le strisce nella storia generale del fumetto ha portato alcuni, tra cui Steve Geppi, ad aggiungere due periodi precedenti l'età d'oro: il periodo vittoriano (dal 1828 al 1882) e l'età di platino (il periodo delle strisce). In effetti, originariamente si parlava solo di Golden Age e Silver Age locuzioni apparse per la prima volta in una lettera di un lettore pubblicata nel numero 42 di Justice League of America nel febbraio 1966 in cui si affermava: "Se continuate a riportare in vita gli eroi dell'età d'oro, tra vent'anni la gente parlerà di questo decennio come degli anni Sessanta d'argento".

## Gli inizi (dal 1842 agli anni Trenta)

### Gli esordi (dal 1842 al 1890)

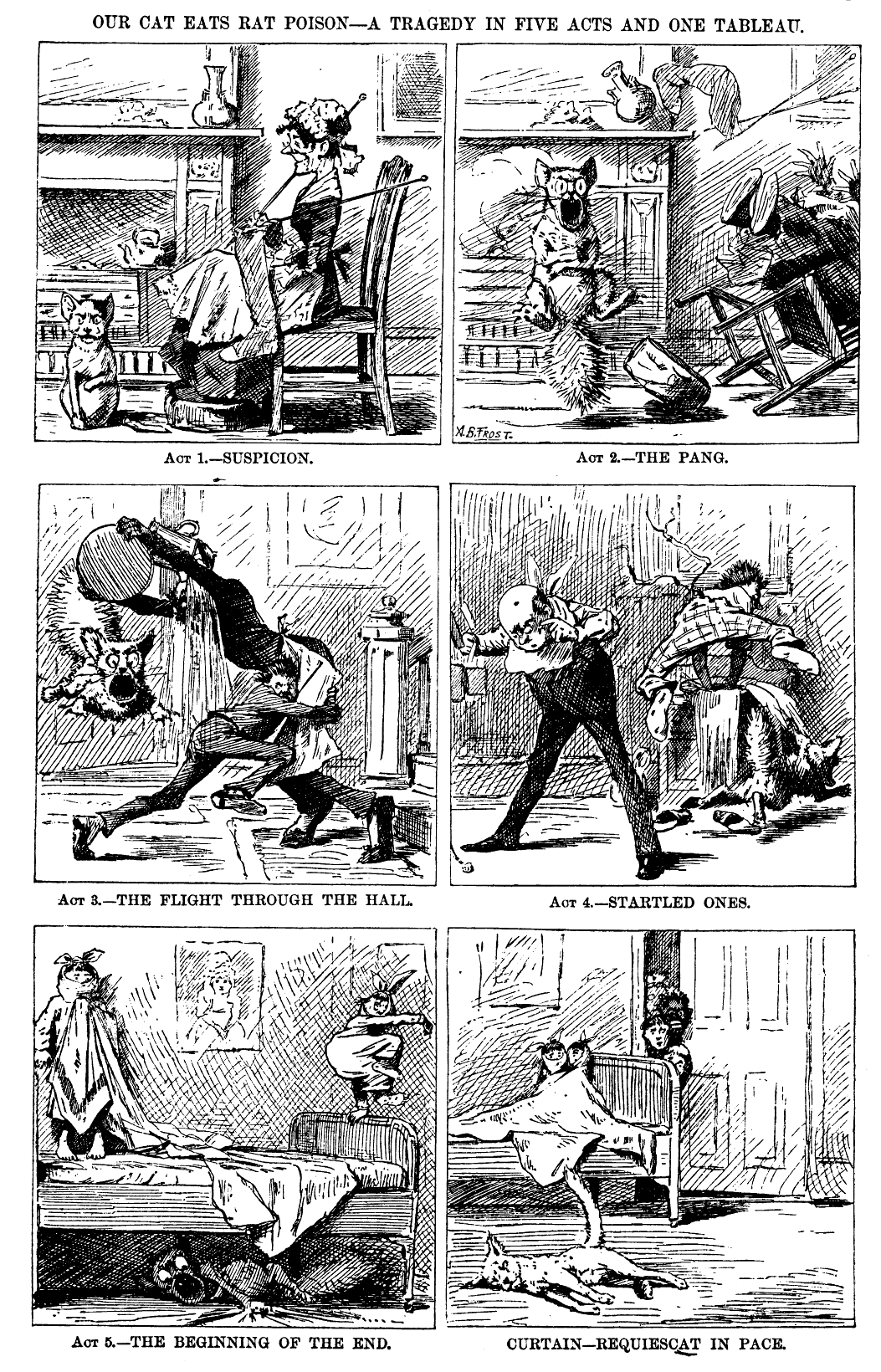
Our Cat Eats Rat Poison storia di Arthur Burdett Frost datata 1881.

I fumetti negli Stati Uniti hanno le loro origini nelle prime opere europee. Nel 1842, infatti, Les amours de M. Vieux-bois di Rodolphe Töpffer viene pubblicato con il titolo The Adventures of Obadiah Oldbuck. Si tratta di un'edizione pirata dell'opera originale perché è stata realizzata senza l'autorizzazione di Töpffer e senza che questi riceva alcun diritto d'autore. A questa prima pubblicazione segue quella delle altre opere di questo autore, sempre sotto forma di edizioni pirata. I fumetti di Töpffer sono regolarmente ripubblicati fino alla fine degli anni Settanta dell'Ottocento, il che diede agli artisti americani l'idea di produrre opere simili. Journey to the Gold Diggins by Jeremiah Saddlebags di James A. e Donald F. Read, nel 1949, è il più antico fumetto statunitense noto.
La produzione indigena, tuttavia, rimane limitata fino alla nascita delle riviste satiriche che, sul modello della britannica Punch, pubblicano disegni e brevi testi umoristici, ma anche racconti per immagini e fumetti muti. I tre titoli principali sono Puck, Judge e Life. 
Tra gli autori che lavorano per tali riviste spicca il nome di Arthur Burdett Frost. Costui in una serie di storie illustrate, pubblicate sulla rivista Harper's New Monthy, a partire dal 1879, sperimenta innovazioni pionieristiche sia sulla resa del disegno a stampa, sia sullo sviluppo della temporalità e della sequenzialità.. Influenzato dai progressi della fotografia in sequenza del fotografo inglese Eadweard Muybridge, Frost concentra la sua attenzione non su singole scene piene di dettagli, ma sulla ripetizione di vignette dove i personaggi si muovono su uno sfondo fisso e vengono catturati come in scatti fotografici.
Queste riviste, però, raggiungono solo un pubblico colto e abbastanza ricco da potersele permettere. Bisogna attendere che il progresso tecnologico permetta di riprodurre in modo facile ed economico le immagini perché il fumetto statunitense prenda il volo. Alcuni magnati della stampa, come William Randolph Hearst e Joseph Pulitzer, gareggiano ferocemente per attirare lettori e decidono di pubblicare fumetti sui loro giornali.

### L'affermarsi e la determinazione di canoni dei fumetti

#### Le pagine umoristiche

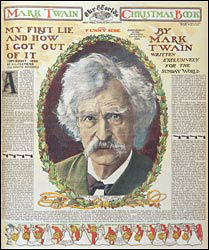
Pagina del quotidiano New York World Joseph Pulitzer, datato Natale 1899.

Il periodo intorno alla fine del XIX secolo è caratterizzato dal progressivo affermarsi degli elementi essenziali del fumetto di massa statunitense. In questi giornali troviamo allora pagine umoristiche, i Sunday Funnies, che vengono pubblicate nell'edizione domenicale per attirare nuovi potenziali lettori tra le classi meno abbienti e poco letterate, almeno in lingua inglese. Nel 1892, William Randolph Hearst pubblica vignette umoristiche sul suo primo giornale, il San Francisco Examiner. In questa occasione, James Swinnerton crea una serie i cui protagonisti sono piccoli orsetti umanizzati: Little Bears and Tykes. Questi personaggi saranno l'archetipo di un filone che avrà grande fortuna negli anni successivi: quello degli animali antropomorfi. Tuttavia, i disegni pubblicati sulla stampa sono piuttosto serie di vignette umoristiche indipendenti che occupano un'intera pagina. Lo stesso oggetto fumetto, come sequenza narrativa espressa attraverso immagini che si susseguono, si impone solo lentamente.

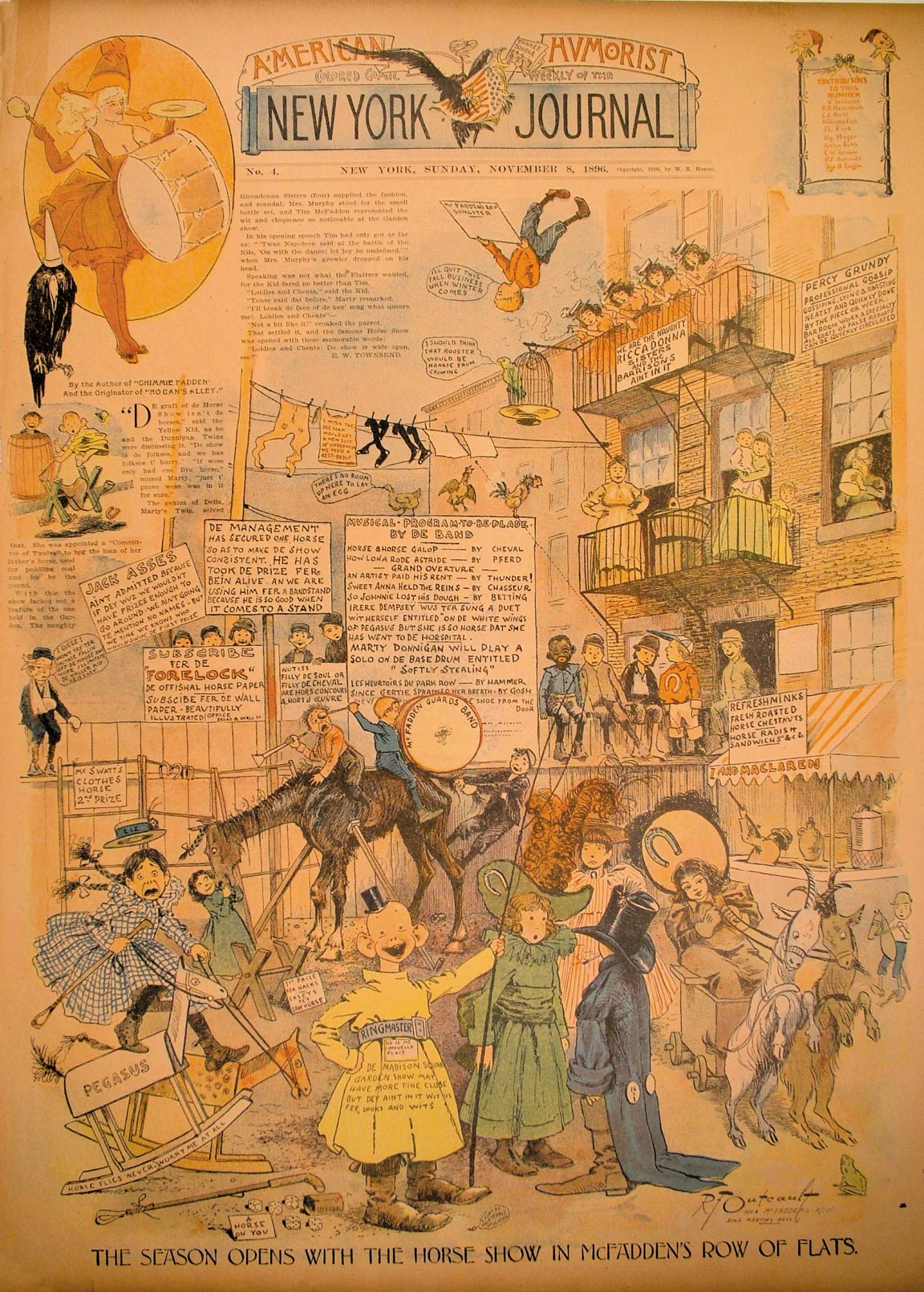
The Yellow Kid nel New York Journal dell'8 novembre 1896

Nel 1894, Joseph Pulitzer pubblica la prima striscia a colori sul New York World, disegnata da Walt McDougall, dimostrando che la tecnica ora rende possibile questo tipo di pubblicazione. Gli autori iniziarono a creare personaggi ricorrenti. Così, il 5 maggio 1895 ancora sul New York World, Richard F. Outcault propone Hogan's Alley, creato l'anno prima, in bianco e nero, sul periodico Truth. In questa serie di grandi disegni a tutta pagina, ricchi di dettagli umoristici, egli raffigura uno squallido quartiere newyorkese popolato da immigrati rappresentati in modo grottescamente stereotipato, che si esprimono in maniera gergale e sgrammaticata.. Uno dei monelli di strada che popolano il vicolo, indossa una camicia da notte gialla. Ben presto il piccolo personaggio diventa il beniamino dei lettori, che lo soprannominano The Yellow Kid. 
Il successo di The Yellow Kid incrementa le vendite del New York World, alimentando l'avidità di Hearst. La feroce competizione tra Pulitzer e Hearst porta quest'ultimo a strappare Outcault all'avversario, riuscendo a convincerlo a lavorare per il New York Journal. Un'aspra battaglia legale autorizza Pulitzer a continuare a pubblicare Hogan's Alley, che l'affidò al pittore George Luks, e Hearst a pubblicare la serie con il titolo The Yellow Kid. 
Il 25 ottobre 1896, nella prima tavola pubblicata sul nuovo giornale dal titolo The Yellow Kid and his new phonograph, il Bambino Giallo pronuncia le sue prime parole in una nuvoletta (in precedenza erano scritte sulla sua camicia). Outcault ha già utilizzato tale espediente, ma questa data è spesso considerata come la nascita del fumetto negli Stati Uniti.

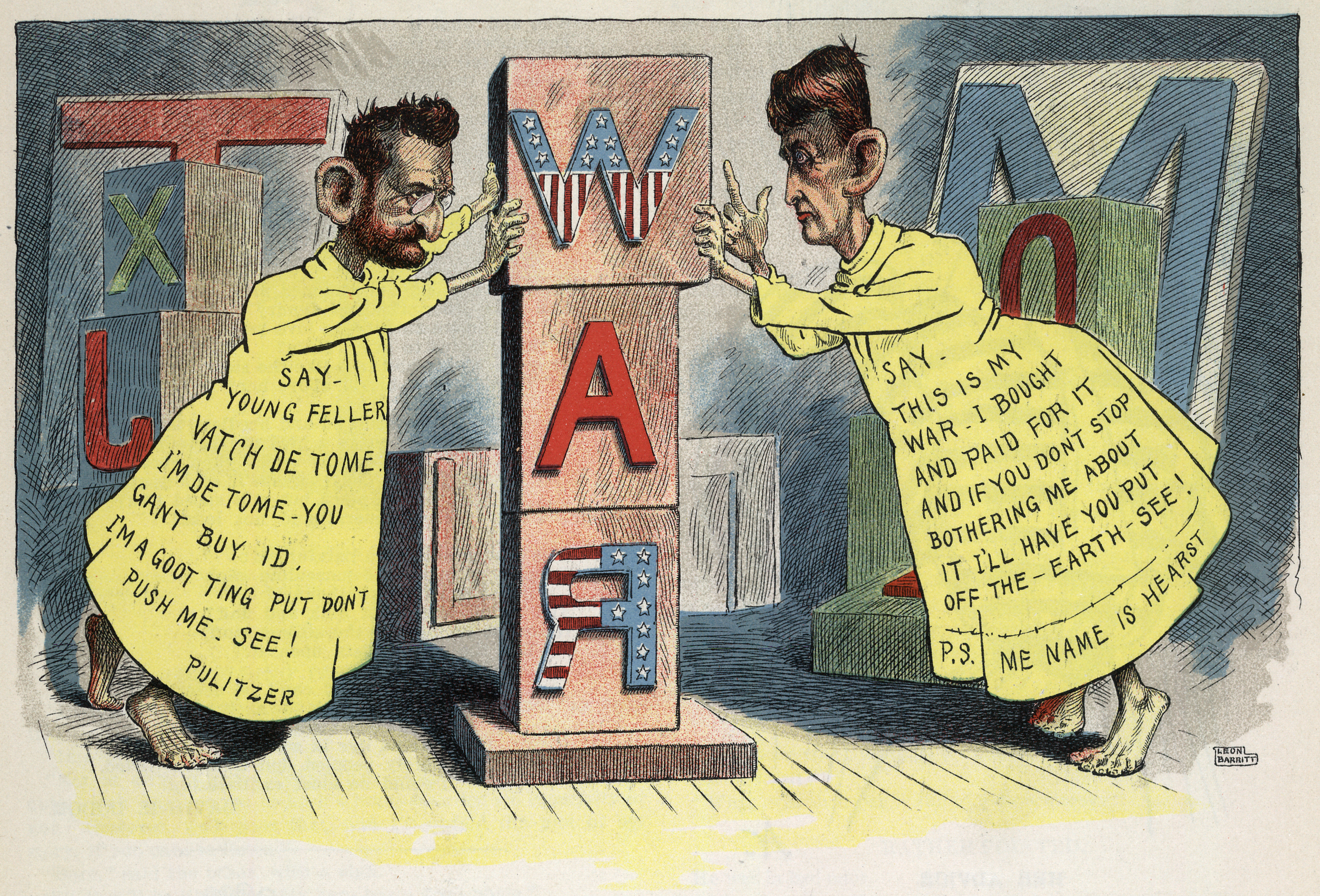
The Yellow journalism

Già a partire dalla fine del 1896 il personaggio inizia ad essere utilizzato com testimonial pubblicitario. Nel 1897 inizia la pubblicazione di Yellow Kid Magazine, composto da tavole precedentemente pubblicate su giornali, che è la prima rivista di questo genere. Il personaggio darà luogo anche ad un ampio merchandising e il suo successo sarà un impulso decisivo al proliferare di nuovi personaggi e alla nascita della moderna industria del fumetto. Il suo nome è anche legato alle modalità del nuovo giornalismo popolare che stavano imponendo editori come Hearst e Pulitzer. La stampa dell'epoca denominò infatti Yellow Journalism questi giornali a tinte fortemente sensazionalistiche.

### Le strisce a fumetti
Le storie di pochi riquadri disposti orizzontalmente su due strisce o su una pagina si affermano presto: è l'inizio delle strisce a fumetti. Nel 1897, Rudolph Dirks crea The Katzenjammer Kids per American Humorist, supplemento domenicale del New York Journal. Ben presto, Dirks utilizza le nuvolette e la sua serie fumetti diventa la prima a usare sistematicamente la narrazione lineare. La storia è incentrata sulle vicende di due gemelli di origine tedesca perennemente intenti a compiere ogni sorta di scherzi. La striscia, che condivide con The Yellow Kid l'ambientazione multietnica e il linguaggio sgrammaticato, fu ispirata a Dirks dalle storie illustrate di Max und Moritz del disegnatore tedesco Wilhelm Busch, ed è all'origine di una lunga e fortunata tradizione incentrata sui bambini terribili.. A questo filone appartiene anche il secondo personaggio di successo di Outcault: Buster Brown pubblicato a partire dal 1902.. 

### Alcune opere fondamentali

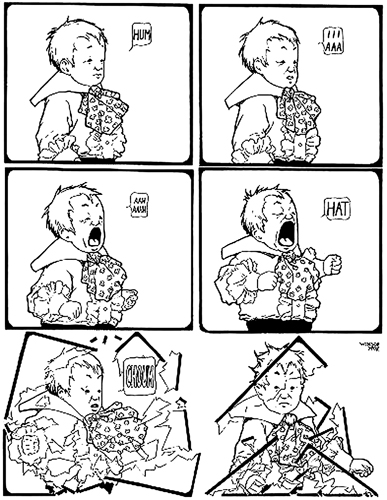
Una pagina di Little Sammy Sneeze che gioca con i codici del fumetto.

Dopo il successo di Outcault e Dirks, molti artisti si sono cimentati con le strisce. Molti si limitano a imitare le serie di successo. Ma dovendo soddisfare un pubblico sempre più esigente e versatile, altri autori competono in creatività. Ispirati alla vita quotidiana o più fantastici, alcuni fumetti giocano con i canoni della loro arte, come Little Sammy Sneeze di Winsor McCay (1904-1905), The Kin-der-Kids (1906-1907) del futuro pittore Lyonel Feininger o The Upside-Downs of Little Lady Lovekins and Old Man Muffaroo di Gustave Verbeck (1903-1905). In quest'ultima serie, pubblicata sul New York Herald, Verbeck crea strisce palindrome che si leggono nel normale senso di lettura da sinistra a destra, poi il racconto continua girando il giornale sottosopra e rileggendo i riquadri in senso inverso, il che trasforma la giovane Lady Lovekins nel vecchio Muffaroo, il cappello dell'uno diventa la barba dell'altro. Tali esperimenti ispireranno, agli inizi degli anni novanta, gli autori del laboratorio sperimentale OuBaPo.
A partire dal 24 settembre 1905, Winsor McCay pubblica Little Nemo in Slumberland sul New York Herald di Pulitzer. Tale serie è la più emblematica di questo periodo. Le qualità di disegnatore e la fantasia sfrenata di McCay, il suo uso sistematico delle nuvolette e il suo abbandono delle strisce per un layout innovativo dove la dimensione dei riquadri varia a seconda delle esigenze della storia danno a questo fumetto una grande importanza. Anche i colori giocano un ruolo importante perché McCay utilizza tinte tra i toni pastello e i colori puri in stile Art Nouveau Little Nemo in Slumberland incontra un grande successo di pubblico e McCay viene presto assoldato dal gruppo di stampa di Hearst nel 1911, dovendo così rinominare Little Nemo in Slumberland in In the Land of Wonderful Dreams; la serie continuò fino al 1914.
Nel 1912 Dirks, autore di The Katzenjammer Kids, si prende un anno sabbatico in Europa. Hearst, non volendo interrompere una serie così popolare, affida quindi i Kids ad Harold Knerr. Al suo ritorno, Dirks propone allora la sua striscia al New York World di Pulitzer; i due editori si sono poi scontrati per questo in una causa legale. La sentenza consente infine a Dirks di continuare a pubblicare con Pulitzer le avventure dei personaggi da lui creati, ma a condizione che adotti un nuovo titolo (prima Hans e Fritz, poi The Captain and the Kids). Il titolo The Katzenjammer Kids rimane di proprietà di Hearst, che continua a pubblicare la versione di Knerr. Le due serie molto simili, con gli stessi personaggi principali ma con titoli diversi, coesisteranno poi sulla stampa americana per diversi decenni. Questa sentenza, cruciale nella storia del fumetto statunitense, stabilisce che una serie appartiene al suo editore piuttosto che al suo autore. Dando mano libera agli editori, li incoraggia anche a sviluppare il merchandising attorno alle serie più apprezzate dai lettori.

### Il regno delle strisce a fumetti

#### Le strisce quotidiane e la syndication

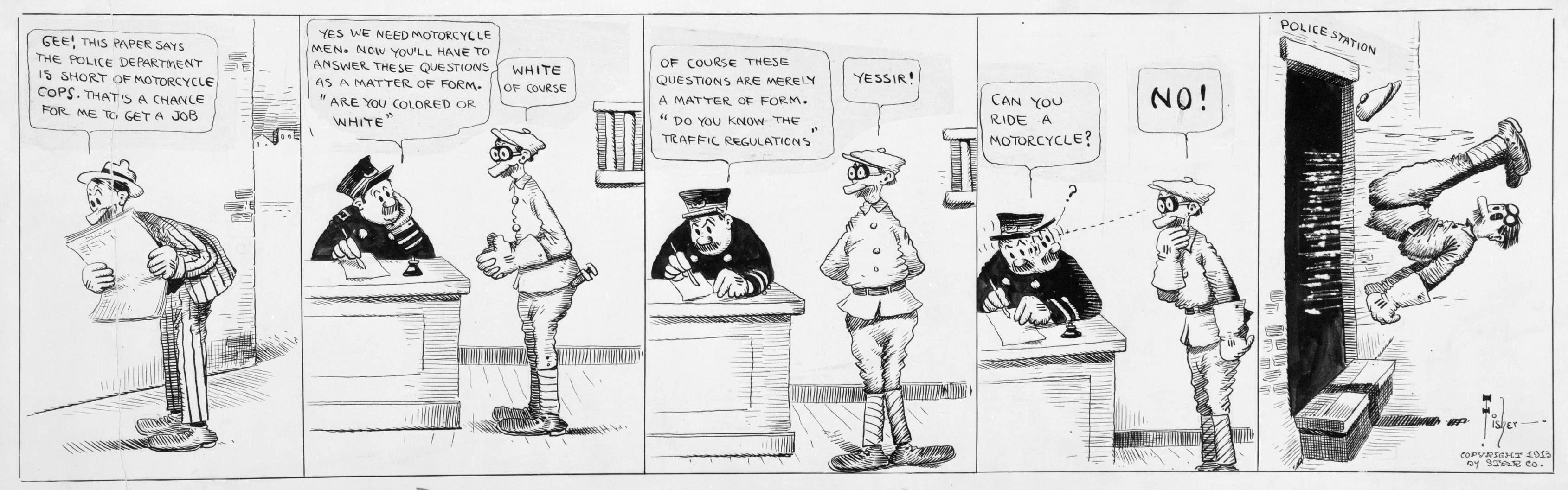
Una striscia quotidiana di Mutt and Jeff datata 1913.

Se le strisce si sono imposte nel panorama della stampa domenicale statunitense, è solo nel 1903 che appare la prima striscia quotidiana, ossia pubblicata quotidianamente, in bianco e nero, nelle pagine interne di un giornale. Questa innovazione è dovuta al Chicago American di Hearst e all'autore Clare Briggs, che a dicembre lanciano A. Piker Clerk. Questa serie non dura a lungo e solo nel 1907 si tenta nuovamente l'esperimento della striscia quotidiana. Il 15 novembre di quell'anno il San Francisco Chronicle di Hearst pubblica Mr A. Mutt Starts In to Play the Races di Bud Fisher. Subito dopo, Fisher aggiunge un aiutante a Mutt, Jeff, e la serie diventa Mutt and Jeff. Il successo induce gli altri giornali a proporre strisce giornaliere in bianco e nero durante la settimana e una striscia domenicale di una o mezza pagina a colori la domenica.
Cinque anni dopo, Hearst introduce un'altra innovazione che incide profondamente nelle strisce: la syndication sistematica. Questo processo, apparso nel XIX secolo, consiste nel trasferimento da parte dell'autore dei suoi diritti di distribuzione all'editore.

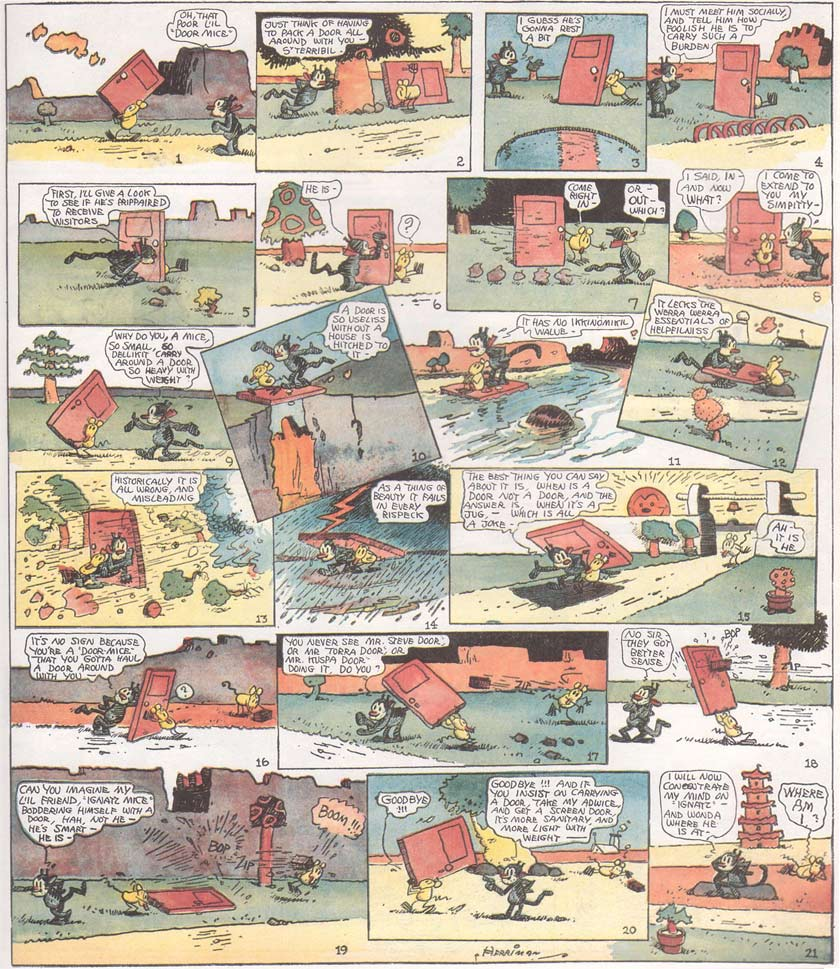
Krazy Kat di George Herriman nel 1922.

Quest'ultimo può poi offrire ai giornali statunitensi e del resto del mondo abbonamenti alle diverse opere del suo catalogo, consentendo all'autore di godere di una distribuzione molto maggiore che se pubblicasse su un solo quotidiano. Nel 1914, Hearst fonda con Moses Koenigsberg il King Features Syndicate, il primo grande syndicate statunitense.
Distribuisce editoriali, notiziari, vignette umoristiche e politiche, nonché fumetti. In questo contesto l'autore è solo un dipendente dell'agenzia e può essere sostituito in qualsiasi momento da un altro disegnatore che poi prenderà in carico i suoi personaggi. I fumettisti rinunciano a tutti i loro diritti a vantaggio degli editori e questa pratica si protrae fino al 1950. Così nasce il principio del passaggio dell'eroe dei fumetti da disegnatore a disegnatore. Altri syndicates emergono durante questo periodo come lo United Feature Syndicate, il New York News Syndicate, il Field Newspaper Syndicate, ecc.
È in questo contesto che emerge un'altra importante serie, Krazy Kat, di George Herriman. In origine, il gatto Krazy Kat e il topo Ignatz Mouse sono solo il topper (breve fumetto situato sopra, da cui il nome, o sotto a una striscia domenicale dello stesso autore) di The Dingbat Family, una serie familiare abbastanza classica apparsa sul New York Journal nel 1910. Nel 1913, Herriman lancia la striscia quotidiana, seguita nel 1916 dalla striscia domenicale. Questa serie, che continua fino alla morte di Herriman nel 1944, è moderatamente gradita dai lettori ma sostenuta da Hearst che la apprezza moltissimo; è una delle poche a essere notata dai critici culturali e dagli artisti riconosciuti tra le due guerre. È oggi considerata una delle opere maggiori del fumetto internazionale dato il gran numero di disegnatori illustri che si dichiarano influenzati dal tratto di Herriman così come dalla sua padronanza dell'assurdo e dall'inventiva del suo linguaggio e dei suoi dialoghi.

### Le strisce divertenti per la famiglia

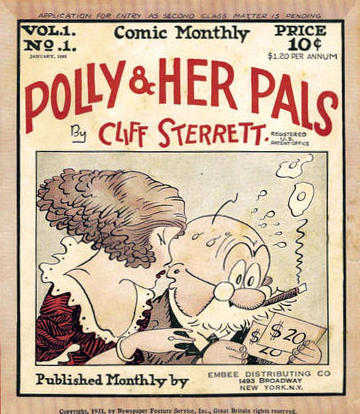
Polly and Her Pals di Cliff Sterrett nel 1922

Questo è il momento in cui i fumetti faranno la loro prima svolta. Se finora in Europa i fumetti sono soprattutto pensati per i bambini, negli Stati Uniti le strisce sono adatte alle famiglie; è così che si sviluppano quelle che più tardi vengono chiamate family strips: serie che raccontano l'emergente American way of life (lo stile di vita americano). Nel 1912, nel New York Evening, Polly and Her Pals apre la strada alle strisce familiari. Cliff Sterrett disegna le pene d'amore di Polly senza dimenticare di interessarsi al resto della famiglia. Dal 1918, il disegno di Sterrett subisce l'influenza del cubismo e del surrealismo, un approccio che lo rende uno dei pionieri della grafica moderna. Un altro disegnatore entra con successo nella breccia delle strisce familiari nel 1913: Geo McManus racconta la storia di una coppia di nuovi ricchi divisa tra il riconoscimento sociale per la moglie, Maggie, e gli amici del bar per il marito, Jiggs. Geo McManus disegna Bringing Up Father con un tratto particolarmente raffinato.
Dopo queste due serie che precedono la Prima Guerra Mondiale, ne seguono altre che sfruttano il filone delle strisce familiari. Così, nel 1918, Frank King porta la vita reale nella sua serie Gasoline Alley. I suoi personaggi invecchiano come nella vita reale, si sposano, hanno figli e tutto questo sotto la sua penna fino al 1951. La serie esiste ancora nel 2012. Nel 1920, Winnie Winkle di Martin Branner, per il Chicago Tribune, un giornale di Joseph Medill Patterson, un altro magnate della stampa rivale di William Randolph Hearst, è emblematico dell'evoluzione della morale. Le donne statunitensi hanno appena acquisito il diritto di voto e Winnie vive amori di ogni genere come una giovane donna liberata.
Segue nel 1924, nella fase del pieno sviluppo del capitalismo trionfante, Little Orphan Annie realizzato da Harold Gray per il New York Daily News, altro titolo di Patterson. Gli eroi Annie e Oliver "papà" Warbucks ottengono tutto ciò che vogliono grazie alla pura forza di volontà e al senso degli affari. Per loro l'audacia ripaga sempre.
La Grande Depressione getta gli Stati Uniti nella crisi, fortunatamente un eroe risolverà tutti i problemi con una semplice lattina di spinaci. Dal 1919, Elzie Crisler Segar disegna sulle pagine del New York Journal la serie Thimble Theatre in cui i personaggi appaiono e scompaiono nel corso delle strisce; uno dei suoi personaggi sale alla ribalta nel 1929 e impone il suo nome alla serie: nel 1931 Popeye. E. Segar ribattezza quindi la sua serie Popeye the Sailor ("Popeye, il marinaio").
È nel 1930 con Blondie, disegnato da Chic Young sul New York American Journal, che appare l'archetipo della striscia familiare: Blondie sacrifica la sua vita facile e tranquilla di giovane aristocratico per aiutare Dagwood Bumstead. Soprannominata la fidanzatina d'America dai suoi ammiratori, lo sposa nel 1933, senza perdere i suoi lettori.
Nel 1930 la King Features Syndicate acquista dalla Disney i diritti di Mickey Mouse, apparso nel 1927. Se la prima striscia è sceneggiata da Walt Disney e disegnata da Ub Iwerks con l'inchiostrazione di Win Smith, è Floyd Gottfredson a garantire l'evoluzione grafica di Mickey e Goofy. Donald Duck appare nel 1934, mentre Carl Barks crea lo zio Scrooge McDuck nel 1947.

### Le strisce d'avventura
Dalla metà degli anni Venti appaiono serie con eroi che affrontano tutti i tipi di avventure. Il primo artista a proporre questo tipo di personaggio è Roy Crane, che nel 1924, per la syndicate Newspaper Enterprise Association, crea Wash Tubbs e il suo omonimo avventuriero alla ricerca di tesori perduti. Quest'avventura acquista importanza nel 1929 con l'arrivo al fianco di Wash Tubbs di un nuovo personaggio particolarmente atletico: Captain Easy, che prende sempre più spazio, fino a ottenere nel 1933 una pagina domenicale con il nome Captain Easy, Soldier of Fortune (in Italia prima “Capitan Salvagente”, poi “Captain Easy”). Wash Tubbs e Captain Easy vengono pubblicati negli anni Trenta in fascicoli a fumetti da diversi editori come Dell, Hawley e Argo.
Dopo Wash Tubbs arrivano altri eroi sulle pagine dei quotidiani. Tra i più famosi ricordiamo l'adattamento del personaggio del romanzo Tarzan lanciato da Hal Foster nel 1929, Scorchy Smith creato nel 1930 da John Terry e ripreso da Noel Sickles nel 1933, Dick Tracy, un fumetto poliziesco di Chester Gould lanciato nell'ottobre 1931, Mandrake the Magician di Lee Falk, Flash Gordon, un fumetto di fantascienza di Alex Raymond, e Terry and the Pirates di Milton Caniff, tutti e tre creati nel 1934.

## L'età d'oro dei fumetti (1938-1954)

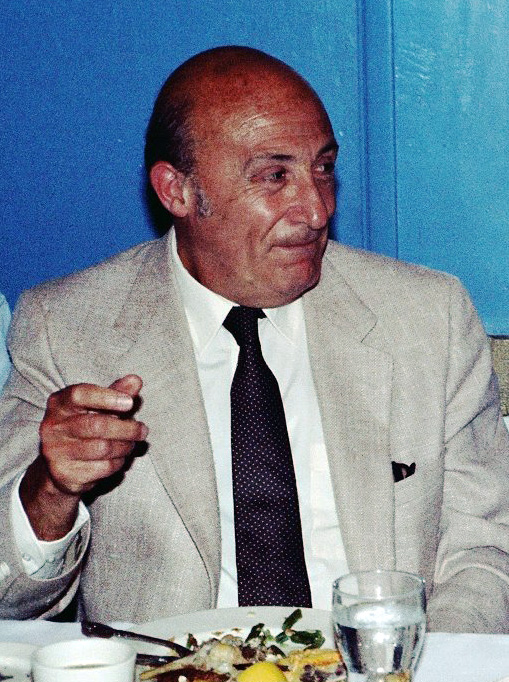
Will Eisner, creatore di Spirit

### Dalle origini alla Seconda Guerra Mondiale

#### La nascita degli albi a fumetti
Nel 1933, il fumetto statunitense conosce una nuova rivoluzione con la comparsa degli albi a fumetti. Max Gaines, ristampando strisce già pubblicate sui giornali, crea una rivista destinata ad essere donata come regalo promozionale dalle aziende: Funnies on Parade..
Successivamente ha l'idea di vendere questi fascicoli senza che siano collegati ad un prodotto. Tuttavia, altri hanno la stessa idea e nel 1933 appaiono due fumetti: Detective Dan, Secret Operative N. 48, che è il primo in cui viene pubblicata una storia inedita, e The Adventures of Detective Ace King, entrambi pubblicati dalla società Humor Publication. Nessuno di questi pionieri del fumetto va oltre il primo numero e la loro mancanza di notorietà li fa cadere nell'oblio.
Così nel febbraio 1934 appare Famous Funnies, un fascicolo di cento pagine venduto al prezzo di dieci centesimi e che comprende le strisce tratte da giornali come Joe Palooka, Mutt and Jeff, Dixie Dugan. Ne viene pubblicato un solo fascicolo e, nel maggio 1934 esce il primo numero di Famous Funnies, seconda serie, un mensile pubblicato fino al 1955.
Questo fumetto non è immediatamente redditizio ed è solo col settimo numero che la Eastern Color Printing, la società che lo pubblica, inizia a guadagnare. Ben presto sorgono nuove case editrici che approfittano del crescente successo di questo nuovo media e i diversi generi di strisce (umoristiche, western, fantascienza, ecc.) diventano oggetto di pubblicazioni dedicate.

#### Superman e altri supereroi
Nel 1938, una di queste case editrici, denominata National Allied Publications, decide di lanciare un nuova rivista a fumetti. La National Allied Publications, fondata nel 1934 da Malcom Wheeler-Nicholson, è di proprietà di Harry Donenfeld e Jack Liebowitz dal 1938. Inizialmente l'azienda era in deficit, ma con la nuova gestione iniziò a guadagnare. Per questo nuovo titolo, la redazione è alla ricerca di storie originali. Accettano quindi il progetto di due giovani autori, Joe Shuster e Jerry Siegel, che hanno già realizzato due serie di avventure (Dr Occult e Slam Bradley) per la National. Questa volta presentano una serie che racconta le avventure di un personaggio dotato di forza sovrumana e chiamato Superman. Questo progetto è già stato presentato a diverse altre case editrici, che lo hanno rifiutato. È grazie a Max Gaines che Siegel e Shuster tornano a lavorare alla loro creazione, e che Donenfeld e Liebowitz si convincono a pubblicarla. È quindi nel primo numero, pubblicato nel marzo 1938, di questo nuovo fascicolo a fumetti intitolato Action Comics, che compare il primo supereroe, Superman.
Il successo è immediato e Superman viene subito copiato. Victor Fox, proprietario della Fox Comics, chiede a Will Eisner di creare un surrogato di Superman. Ne deriva una causa che la Fox perde. Nel 1941, la National avvia un nuovo procedimento legale, questa volta contro la Fawcett Comics, che pubblica le avventure di Captain Marvel create nel 1940 da C.C. Beck. Questo non impedisce la proliferazione degli editori Charlton Comics, Timely, ecc. e supereroi di ogni tipo.
Timely presenta così Namor di Bill Everett o Human Torch di Carl Burgos; la All-American Publications, fondata da Max Gaines nel 1939, pubblica le avventure di Flash con la sceneggiatura di Gardner Fox e i disegni Harry Lampert, Green Lantern con la sceneggiatura di Bill Finger e i disegni di Martin Nodell, e Wonder Woman di William Moulton Marston ecc., mentre la DC nel numero 27 di Detective Comics pubblica le prime avventure di Batman, create da Bob Kane e Bill Finger.

#### Le strisce a fumetti
Se i fumetti statunitensi si sviluppano nel nuovo formato di fascicolo, mantengono comunque importanza anche le strisce. In effetti, durante il periodo prebellico vengono create molte serie, tra cui The Phantom di Lee Falk, che compare nel 1936, e Prince Valiant di Hal Foster nel 1937. Nel giugno del 1940 viene pubblicata la prima storia di Spirit, di Will Eisner, in un supplemento di sedici pagine a un giornale. All'interno del genere dell'umorismo "intellettuale", Walt Kelly propone Pogo. Le strisce più famose vengono pubblicate su centinaia di giornali e vengono lette da decine di milioni di persone.

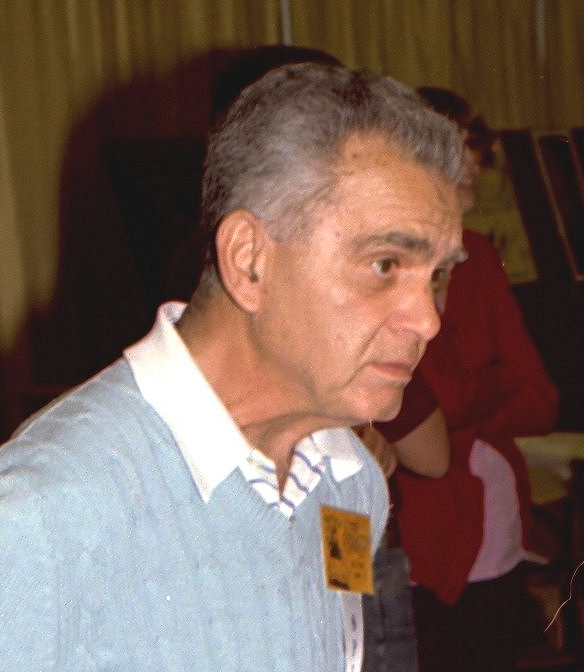
Jack Kirby, co-creatore di Capitan America

#### Gli eroi patriottici
Nella marea di personaggi dei fumetti, un supereroe si distingue per la sua originalità: Captain America, creato da Joe Simon e Jack Kirby, appare nel dicembre del 1940 e si fa subito notare. Il nemico non è più uno scienziato pazzo o un genio del male, ma Adolf Hitler con i suoi scagnozzi. La copertina del numero 1 mostra anche Captain America che prende a pugni il Führer.
Nonostante non sia il primo supereroe patriottico, visto che è stato preceduto da The Shield edito da MLJ (la data in copertina è gennaio 1940), Captain America è colui che lancerà questo tipo di personaggio.
Martin Goodman, editore di Timely, visto il successo dei fumetti, pubblica rapidamente le avventure di nuovi personaggi simili, US Agent, poi Bucky. L'assistente di Captain America avrà il suo fumetto in cui si allea con Toro, l'assistente di Human Torch, e giovani senza potere ma pronti a combattere il nazismo. Altri editori approfittano dell'opportunità e appaiono molti surrogati di Captain America; Kirby e Simon creano così The Boy Commandos per la DC Comics.
Questo successo aumenta con l'entrata in guerra degli Stati Uniti ma finisce subito dopo il conflitto quando tutti questi eroi patriottici perdono i loro avversari: i nazisti e i giapponesi.

#### Gli altri generi
Se i fumetti di supereroi attirano gli adolescenti, non sono loro a dominare la produzione. Il genere più importante è quello dei fumetti con animali antropomorfi come Mickey Mouse o Bugs Bunny. Nel 1940, Dell Comics, in collaborazione con Western Publishing, pubblica il primo numero di Walt Disney's Comics and Stories. Questo fumetto alterna ristampe delle strisce di Donald Duck di Al Taliaferro e storie originali di Mickey Mouse disegnate da Floyd Gottfredson.
L'anno successivo, Dell pubblica nuovamente Looney Tunes & Merrie Melodies Comics, un fumetto dedicato agli eroi della Warner Bros. Seguono i personaggi dei cartoni animati di Walter Lantz come Woody Woodpecker e il periodico Four Color Comics pubblicato fino a due volte a settimana in cui troviamo personaggi Disney ma anche altri eroi resi popolari dai cartoni animati come Popeye.
Anche altri generi riscuotono successo: fumetti umoristici, fumetti educativi come quelli di Gilberton che offrono adattamenti di classici della letteratura, serie con protagonisti adolescenti come Archie, che racconta le avventure umoristiche di un gruppo di adolescenti, ecc. Tuttavia, sono i supereroi e gli animali umanizzati pubblicati da Dell a dominare il mercato.

#### Il dopoguerra

##### Il successo di nuovi generi
I supereroi patriottici non sono le uniche vittime della fine della guerra, anche altri supereroi (ad eccezione dei più importanti, che sono Superman, Batman e Wonder Woman) perdono i loro lettori, che preferiscono rivolgersi ad altri generi. A questa disaffezione per il genere supereroistico si accompagna una crisi di sovrapproduzione che porta i giornalai a rifiutare i fumetti prima ancora di aver aperto le scatole in cui si trovano. Le riviste che vanno bene sono quelli con un pubblico affezionato e quelli che si ispirano a successi già esistenti. Così, i fumetti polizieschi vedono aumentare le vendite in modo significativo seguendo l'esempio di Crime Does Not Pay (il cui primo numero risale al 1942), pubblicato da Lev Gleason Publications, che vende più di un milione di copie.
Il secondo genere che registra vendite significative è mille miglia lontano dalla violenza del precedente poiché è quello dei fumetti romantici apparsi nel giugno 1947, quando la crisi di sovrapproduzione è cessata, con la pubblicazione di Young Romance di Joe Simon e Jack Kirby, edito da Prize Publications. Prima di questa data questo genere non esisteva, ma appena il successo si fa evidente (le vendite tra il primo e il terzo numero triplicano), fioriscono le imitazioni: Timely, con My Romance (agosto 1948), Fox con My life (settembre 1948) e Fawcett con Sweetheart (ottobre 1948) sono i primi editori a seguire questa moda e presto i fumetti romantici invadono gli scaffali fino a raggiungere il numero di 147 titoli pubblicati nel pieno della mania per queste storie di cuore.
Infine, i fumetti horror costituiscono il terzo genere che attrae i lettori. La principale casa editrice, che è all'origine di questo genere, è la EC Comics, che per questo motivo è entrata nella storia del fumetto. Fondata da Max Gaines nel 1944, dopo la vendita della All Star Comics alla DC Comics, originariamente la EC Comics distribuisce fumetti religiosi, educativi o per bambini, ma dopo la morte di Max Gaines, la compagnia passa nelle mani di suo figlio William, che cambia la direzione delle sue pubblicazioni offrendo storie western, romantiche e poliziesche. Una svolta decisiva arriva nel 1949 quando fanno la loro comparsa i primi fumetti horror: Crypt of Terror e The Vault of Horror. Ancora una volta proliferano le imitazioni.

##### L'inizio della guerra fredda
Anche il contenuto dei fumetti si evolve con l'inizio della guerra fredda. Se l'immediato dopoguerra offre messaggi ottimistici di un mondo pacificato, il conflitto latente tra USA e URSS trova rapidamente echi nei fumetti e lo scoppio della guerra di Corea generalizza il messaggio anticomunista.
Se i fumetti di supereroi molto spesso ignorano questa guerra, d'altro canto i fumetti di guerra trovano un argomento perfetto per aumentare le vendite. Il messaggio è molto spesso propagandistico (come mostrato, ad esempio, nella serie G.I. Joe), anche se alcuni lavori sono più ponderati, come i fumetti Two-Fisted Tales e Frontline Combat, di cui Harvey Kurtzman è redattore capo presso la EC Comics. Tuttavia, qualunque sia il messaggio che trasmettono, questi prodotti non sono apprezzati dalle associazioni familiari. In generale, sono considerati troppo violenti. Inoltre, se sono troppo realistici, rischiano di portare i giovani lettori a criticare la guerra di Corea; se sono troppo idealisti, fanno sembrare la guerra un gioco.
Il periodo della guerra fredda non è favorevole ai fumetti perché il Bene e il Male non sono così facilmente identificabili come al tempo della guerra contro il nazismo. La scelta è quella di ignorare i cambiamenti nella società (come fanno i fumetti di supereroi, che molto spesso presentano personaggi in un mondo spensierato) o di rappresentarli col rischio di incorrere nell'ira dei critici benpensanti. Esiste un'altra opzione, che è quella di mettere uno contro l'altro supereroi e supercriminali comunisti, ma ciò porta sempre al fallimento perché questi scenari semplicistici non attirano più i lettori che sono cresciuti e cercano più realismo.

##### Un periodo di cambiamenti

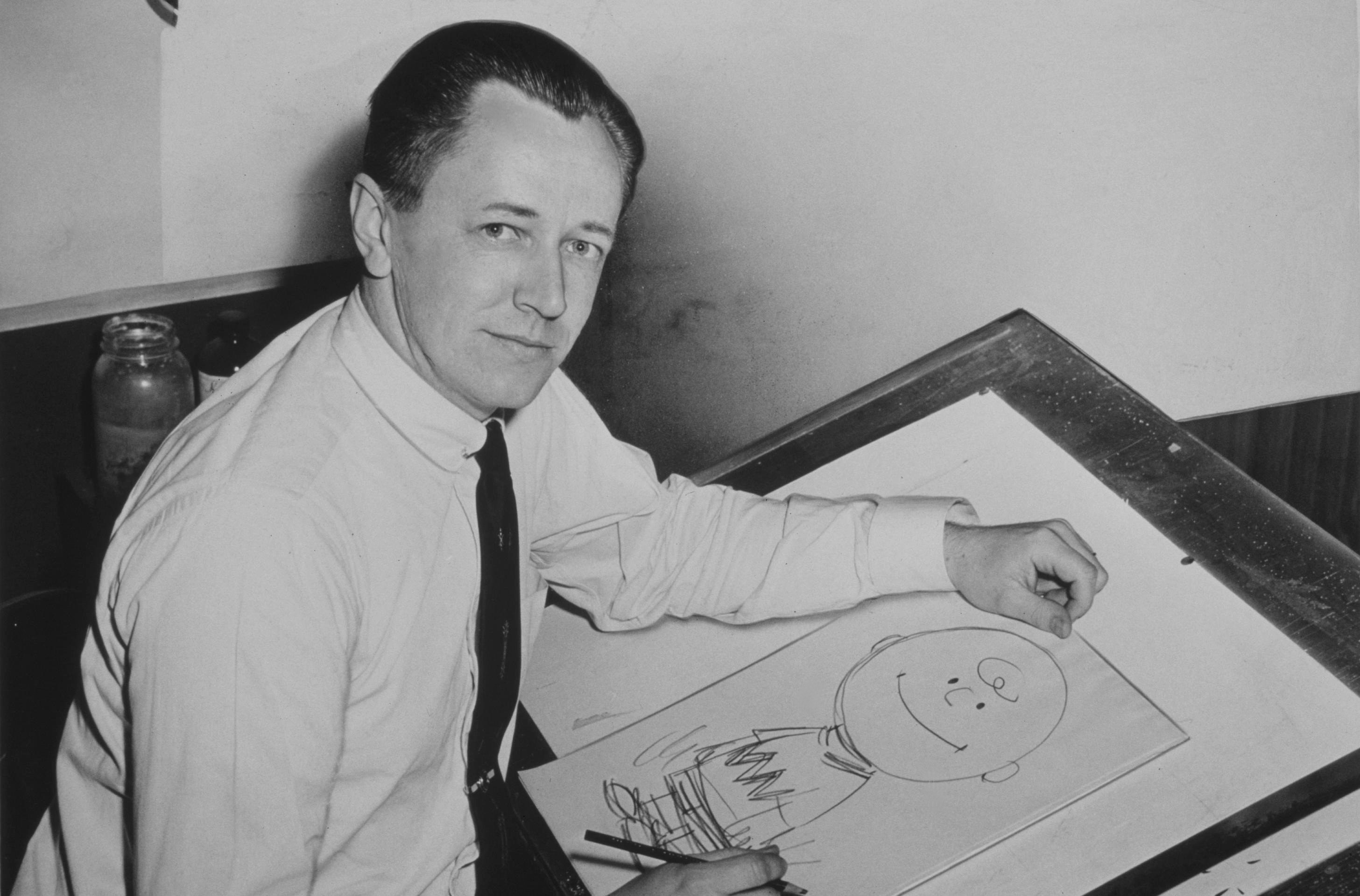
Charles M. Schulz nel 1956, disegnando Charlie Brown.

Se le riviste sono la forma di fumetto che sta conoscendo l'evoluzione più significativa, ciò non significa che le strisce stiano scomparendo. Al contrario, le strisce quotidiane si trovano ancora sui giornali. Così, nel 1947, Milton Caniff inizia la serie Steve Canyon. È poi in questo periodo, il 2 ottobre 1950, che viene pubblicata la prima striscia dei Peanuts di Charles Schulz, serie che dura fino alla morte del suo autore, avvenuta il 12 febbraio 2000.
Tuttavia, anche le strisce si sono evolute perché la dimensione delle pagine domenicali, come quella delle strisce giornaliere, è diminuita. Mentre ciascuna striscia domenicale in precedenza occupava un'intera pagina, le dimensioni ora si riducono e una stessa pagina comincia a ospitare diverse serie.
I fumetti statunitensi stanno quindi riscontrando un grande successo che però non durerà e sarà seguito da forti crisi. Il successo dei tre generi sopra menzionati non continua e, nel 1955, scompaiono o subiscono un drastico calo di vendite. I primi a incontrare questo destino sono i fumetti romantici. Nel 1949 un quinto dei fumetti venduti rientra nel filone romantico ma nel 1950 il mercato crolla: il numero delle serie si dimezza tra la prima e la seconda metà del 1950. Nel 1951 ne sopravvivono solo trenta. Le vendite poi diminuiscono gradualmente. Il crollo dei fumetti romantici può essere spiegato dalla disaffezione del pubblico; non è lo stesso per i fumetti polizieschi o horror, che scompariranno con l'istituzione del codice del fumetto nel 1954.

##### Il Comics Code

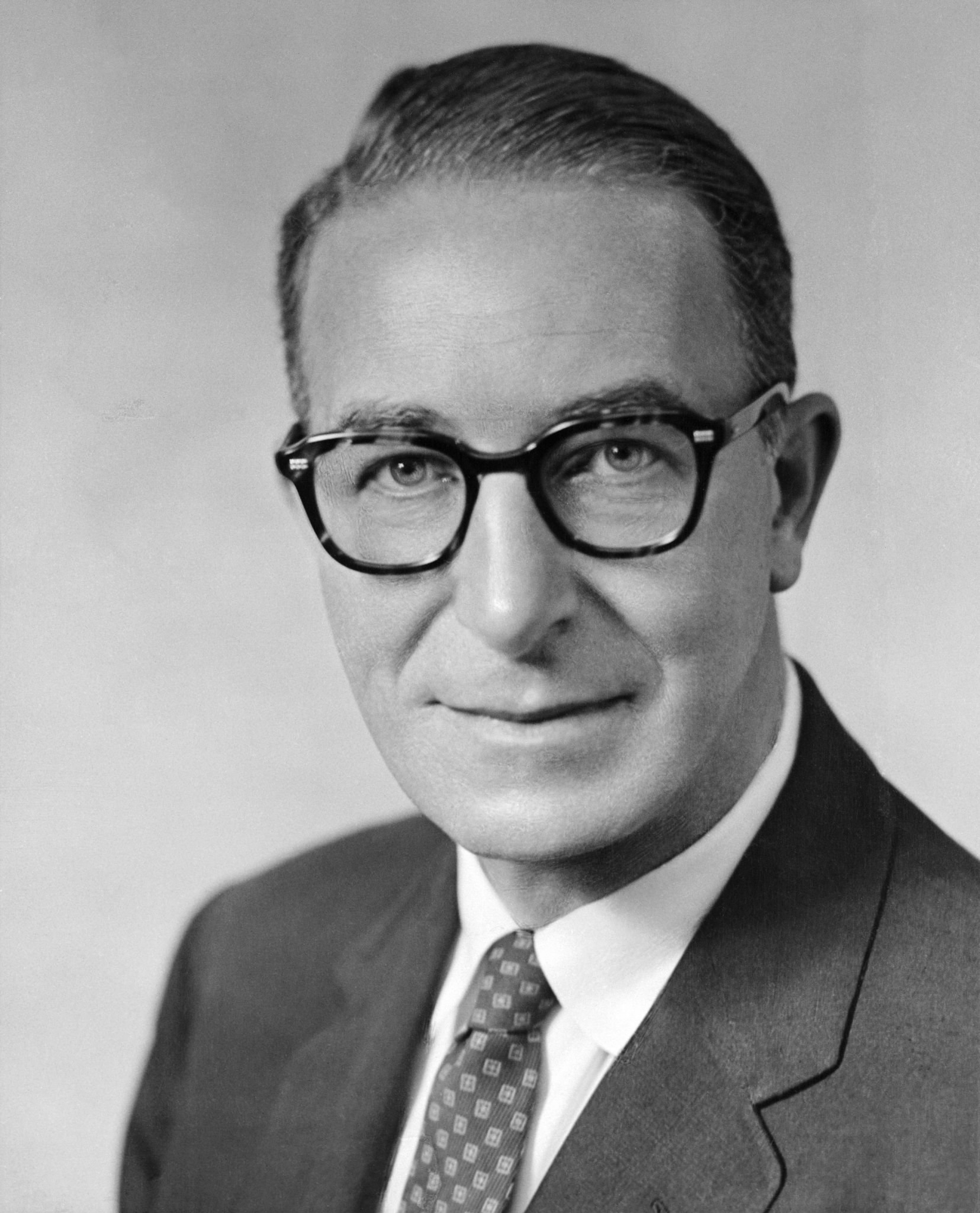
Estes Kefauver, autore del rapporto su fumetti e delinquenza minorile

Non appena i fumetti conquistano milioni di lettori, soprattutto bambini e adolescenti, genitori e associazioni cominciano a preoccuparsi dell'influenza di questi nuovi media sulla psicologia e sul comportamento dei più giovani. Ben presto vengono mosse diverse critiche: i supereroi darebbero false rappresentazioni della realtà fisica, i rapporti tra gli eroi e i loro assistenti sarebbero travagliati e suggerirebbero inclinazioni omosessuali, la visione di crimini e mostri turberebbe la mente fragile dei bambini, ecc. Questi attacchi a volte assumono espressioni violente, come i roghi di fumetti.
Nel 1954 la critica acquista nuovo vigore quando lo psichiatra Fredric Wertham, nel suo libro Seduction of the Innocent, dipinge un quadro catastrofico della lettura dei fumetti collegandoli al fenomeno della delinquenza giovanile. Riportato su alcune riviste, il rifiuto dei fumetti cresce al punto da portare alla creazione di una commissione senatoriale per giudicare la questione. Fredric Wertham e William Gaines vengono interrogati e sembra che la performance di Gaines non convinca i membri della commissione. Per impedire la creazione di un organismo ufficiale di censura, inoltre, William Gaines propone agli altri editori di finanziare congiuntamente una ricerca universitaria che valuti seriamente i presunti danni dei fumetti.
Questo incontro alla fine porta, con grande dispiacere di Gaines, alla decisione di finanziare un'organizzazione, la Comics Code Authority o CCA, che pubblichi un codice che elenchi ciò che è tollerabile in un fumetto e che metta un marchio su quelli accettati. Questa decisione è in linea con le raccomandazioni dei senatori che, nel loro rapporto finale firmato da Estes Kefauver, rifiutano la promulgazione di una legge che consenta la censura dei fumetti ma invitano gli editori a regolamentare le pubblicazioni. Agli editori non imposto l'obbligo di sottoporre i propri fumetti a questa istituzione, ma non avere il marchio della CCA condanna molti fumetti, che non vengono nemmeno estratti dalle scatole dagli edicolanti. Alla fine, ventisei editori (tra cui DC Comics, Atlas, Archie Comics) si impegnano a rispettare il Codice.
Non è così per EC Comics che vede quindi le sue vendite crollare del 90%. In preda alla disperazione, Max Gaines cerca di produrre nuovi fumetti accettati dalla CCA, ma è costretto a interrompere la pubblicazione dei suoi prodotti; solo il periodico Mad scampa alla chiusura definitiva. Non è infatti soggetto alla censura del Comics Code perché non è più un fumetto: Mad ha infatti scambiato questo formato con quello di una rivista. D'altra parte, alcuni editori riescono a vendere i loro fumetti senza difficoltà, senza preoccuparsi del Comics Code. È il caso di Dell Comics il più grande editore di fumetti (alcuni vendono quasi tre milioni di copie). Da un lato, le sue serie, sia quelle dedicate ai personaggi dei cartoni animati che quelle che adattano film di cowboy, si rivolgono ai bambini e non contengono nulla che possa scioccare questi lettori o i loro genitori. Dall'altro lato, Dell afferma, attraverso un inserto nei suoi fumetti, di eliminare completamente, anziché regolamentare, qualsiasi materiale offensivo. Per gli stessi motivi, Classics Illustrated rifiuta il marchio della CCA.

## L'età d'argento (1956-1970)

### Il ritorno dei supereroi

#### DC e Marvel
Dopo l'istituzione del Comics Code, gli attacchi contro i fumetti si attenuano nonostante Fredric Wertham ritenga insufficiente la creazione di questo organismo. Le serie più orribili e violente sono scomparse dalle edicole ma si trovano ancora western, supereroi, serie per ragazzi, ecc. La rinascita dei fumetti di supereroi avviene nel settembre 1956 con la pubblicazione del numero 4 di Showcase, che segna l'inizio dell'età d'argento dei fumetti. In questo fascicolo, pubblicato dalla DC Comics, il personaggio di Flash è ricreato dagli sceneggiatori Robert Kanigher e John Broome e dal disegnatore Carmine Infantino su un'idea del caporedattore Julius Schwartz. Successivamente, sempre in questo stesso fascicolo, vengono creati altri personaggi che si guadagnano proprie serie, lanciando definitivamente l'età d'oro. È il caso di Challengers of the Unknown di Dave Wood e Jack Kirby (Showcase 6), di Lois Lane (Showcase 9), di Green Lantern di John Broome e Gil Kane (Showcase 22), ecc. Come nell'età d'oro, questi supereroi condividono un universo comune e si incontrano, il che porta nel febbraio 1960 alla creazione della Justice League of America nel fascicolo The Brave and the Bold n. 28 nel marzo 1960. Le avventure di questa squadra sono poi presentate nel fumetto omonimo, il cui primo numero, scritto da Gardner Fox e disegnato da Mike Sekowsky, esce nell'ottobre 1960.

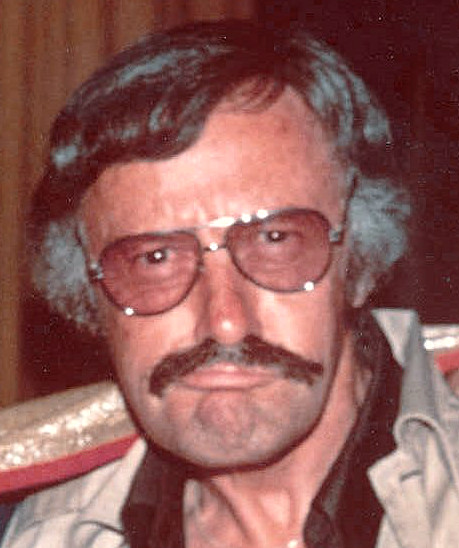
Stan Lee nel 1973

Questo fascicolo è quello che ottiene le migliori vendite e ciò dà a Martin Goodman, il proprietario di Atlas, l'idea di lanciare anche una serie di supereroi. Chiede pertanto a suo nipote, Stan Lee, sceneggiatore e redattore capo di Atlas, di creare un fascicolo con un gruppo di supereroi. Stan Lee, che sta pensando di dimettersi dal suo incarico, accetta ma sceglie di mescolare scene di combattimento e momenti che presentano i rapporti tra i personaggi. Crea quindi The Fantastic Four nell'agosto del 1961 con il disegnatore Jack Kirby, che partecipa anche allo sviluppo della trama. È un successo e Atlas, che presto diventa Marvel Comics, pubblica molte altre serie di supereroi o correlate. Fanno così la loro comparsa Hulk nel maggio 1962 (Lee e Kirby), Thor nell'agosto 1962 (Lee e Kirby), Spider-Man nell'agosto 1962 (Lee e Steve Ditko), Iron Man nel marzo 1963 (Lee e Don Heck), X-Men e The Avengers entrambi nel settembre 1963 (Lee e Kirby), Daredevil nell'aprile 1964 (Lee e Bill Everett), ecc. Il successo di queste serie fa della Marvel la prima casa editrice davanti alla DC.
Per ritrovare la strada del successo, nel 1968 la DC nomina direttore delle pubblicazioni Carmine Infantino. La sua politica editoriale è quella di dare più libertà agli artisti. In questo modo, la DC riacquista lo splendore che aveva perso, anche se la Marvel continua a dominare il mercato. Così, Carmine Infantino assume Neal Adams, che diventa il disegnatore di punta della DC. Neal Adams e Infantino creano Deadman, poi Adams riprende il personaggio di Batman e lo rende un personaggio più oscuro. Questo aspetto di Batman viene successivamente mantenuto da Dick Giordano, che succede a Adams. Inoltre, Infantino assume Steve Ditko, che crea The Creeper e Hawk and Dove nel 1968.

#### Altri generi e altri editori
DC e Marvel stanno aumentando il numero delle serie di supereroi ma, allo stesso tempo, continuano a offrire fumetti di altri generi. Troviamo così western come Rawhide Kid della Marvel o Tomahawk della DC, storie di guerra come Nick Fury and his Howling Commandos di Lee e Kirby della Marvel, e Our Army at War, con il Sergente Rock creato da Robert Kanigher e Joe Kubert, o ancora spionaggio con Nick Fury Agent of SHIELD da parte di Lee e Kirby, ecc.
DC e Marvel stanno gradualmente dominando il mercato dei fumetti ma ciò non significa la scomparsa delle altre case editrici. Gold Key, Dell Comics, Gilberton Publications, Harvey Comics o anche Charlton Comics sono editori che attirano sempre i lettori, il più delle volte non cercando di pubblicare fumetti di supereroi ma sviluppando altri generi. Gold Key, casa editrice appartenente alla Western Publishing, distribuisce le avventure degli eroi Disney, precedentemente pubblicate da Dell, e adattamenti di serie televisive.
Dell, dopo aver rotto l'accordo con Western Publishing per motivi finanziari, pubblica i propri fumetti tra cui numerosi adattamenti di serie televisive. Gilberton pubblica adattamenti di romanzi famosi, Harvey si rivolge ai lettori più giovani con titoli come Casper the Friendly Ghost o Richie Rich. D'altro canto, Charlton sta cercando di seguire l'onda di DC e Marvel ma con meno successo, così pubblica Blue Beetle, acquistato da Fox Feature Syndicate, The Question creato da Steve Ditko, Judomaster, Captain Atom, ecc.

#### L'influenza della guerra fredda
Dopo la scomparsa dei fumetti che più mettevano in discussione la società americana (compreso l'azione in Corea), le serie degli anni Sessanta riprendono il discorso anticomunista che in quegli anni domina nel paese. Thor o Hulk, quindi, combattono spesso i supercriminali comunisti. Tuttavia, la storia di queste lotte non si sofferma sulla realtà della guerra fredda. I nemici degli eroi sono comunisti perché il nemico della nazione è il comunismo, senza che sia necessario approfondire le ragioni dell'animosità del cattivo contro l'eroe.
Le cause del dissenso tra Stati Uniti e Unione Sovietica non vengono affrontate perché ciò che conta è avere un nemico interessante e scene di combattimento che piacciano ai lettori. Sono infatti le aspettative dei lettori a guidare la strategia degli editori che, per questo motivo, sono attenti agli sviluppi della società e cercano di attirare gli adolescenti con argomenti che li interessano, anche se in modo velato. Pertanto, il Dottor Strange che lascia il suo corpo per viaggiare su altri piani dell'esistenza può essere collegato ai viaggi causati dal consumo di droga che si diffonde nei campus statunitensi.

#### I fumetti underground
La società statunitense si sta evolvendo e gli editori stanno adattando i contenuti a tali cambiamenti, ma per alcuni giovani questo non è sufficiente. Appare allora un'altra forma di fumetto più in sintonia con le aspirazioni degli adolescenti. I fumetti underground, o “comix”, sono nati durante l'ascesa dei movimenti di protesta degli anni Sessanta e Settanta. Molto spesso sviluppano un discorso critico sulla società statunitense. Dal 1959 Gilbert Shelton disegna le avventure di Wonder Wart-Hog e nel 1961 appare la fanzine Wild di Don Dohler e Mark Tarka. I comix vengono poi pubblicati su giornali underground come East Village Other (con artisti come Vaughn Bodé o Spain Rodriguez) o su fanzine. Nel 1964 Jack Jackson, sotto lo pseudonimo Jaxon, pubblica quello che è considerato il primo fumetto underground, God Nose, stampato in 1.000 copie. La pubblicazione e la distribuzione di questi primi comix sono confidenziali e dipendono dal sostegno dei negozianti specializzati nella vendita di prodotti della controcultura o delle prime fumetterie. Queste riviste non sono distribuite in grandi quantità ma la loro influenza è significativa.
La conseguenza è l'arrivo di autori che si imbarcano in questa avventura dell'underground. Nel 1967 Robert Crumb pubblica Zap Comix, il cui primo numero viene stampato in 5.000 copie. Nello stesso anno, ciò incoragga Jay Lynch e Skip Williamson a pubblicare un fumetto chiamato Bijou Funnies, che prese il posto della rivista Chicago Mirror da loro curata. Se le tematiche affrontate e il pubblico a cui si rivolgono non sono simili, il mondo dei comix e quello dei comics non sono privi di ponti; così Crumb e Shelton producono storie per la rivista Help di Kurtzman. I fumetti underground sono spesso opere autopubblicate, ma cominciano anche a nascere case editrici specializzate. Così nel 1968 Shelton, Fred Todd, Dave Moriaty e Jaxon fondano la Rip Off Press e nel 1970 Ron Turner fonda la Last Gasp. Aumenta il numero dei comix pubblicati (300 nel 1973) e le loro vendite arrivano a decine di migliaia di copie.
Tuttavia, una volta raggiunte queste altezze, la caduta è brutale. Il mondo della controcultura statunitense è a corto di forze e le vendite dei comix ne risentono. La scena underground si trasforma poi gradualmente in una scena alternativa.

#### Le riviste
Altri editori, senza scegliere la strada della controcultura, vogliono pubblicare opere per lettori più adulti rispetto a quelle presenti nei fumetti e iniziano a pubblicare riviste, evitando così la censura del Comics Code. La EC Comics continua a pubblicare Mad, che incontra grande successo nonostante la sostituzione di Harvey Kurtzman con Al Feldstein nel 1955.
Nel 1964 Mad viene acquistata dalla DC Comics ma Bill Gaines e Al Feldstein continuarono a occupare le posizioni che avevano prima della vendita e l'identità della rivista non cambia. Mad ha molti imitatori, inclusa la rivista Cracked, per la quale lavora John Severin. Infine, la Warren Publishing, dalla fine del 1964, pubblica la rivista umoristica Help, che vanta come redattore capo Harvey Kurtzman, e dal settembre 1969, le riviste horror Creepy, Eerie e Vampirella, per le quali lavorano molti artisti precedentemente impiegati dalla EC, come George Evans, Wally Wood, Joe Orlando, ma anche giovani autori come Richard Corben o Archie Goodwin.

## L'età di bronzo (1970-1985)

### Origini
Tra le date più utilizzate per segnare l'inizio dell'età di bronzo troviamo quella di maggio-luglio 1971, che corrisponde a tre numeri di Amazing Spider-Man pubblicati senza il marchio della CCA, per potere evocare i pericoli della droga. Questa iniziativa ha portato all'adozione di una riscrittura del Comics Code, che ora autorizza la menzione delle droghe se ne vengono presentati gli aspetti negativi. Un'altra data talvolta proposta come inizio dell'“età di bronzo” è quella dell'arrivo di Jack Kirby alla DC, dove crea, da solo, Fourth World. Infine, a volte è utilizzata un'ulteriore data: il giugno del 1973, perché quell'anno Gwen Stacy, la fidanzata di Peter Parker, muore nel numero 121 di The Amazing Spider-Man. Questa morte àncora il mondo dei supereroi alla realtà perché, da lì in avanti, è accettata la possibilità di eventi importanti che cambino la vita dei personaggi. Il realismo è, infatti, una delle caratteristiche dell'età di bronzo.

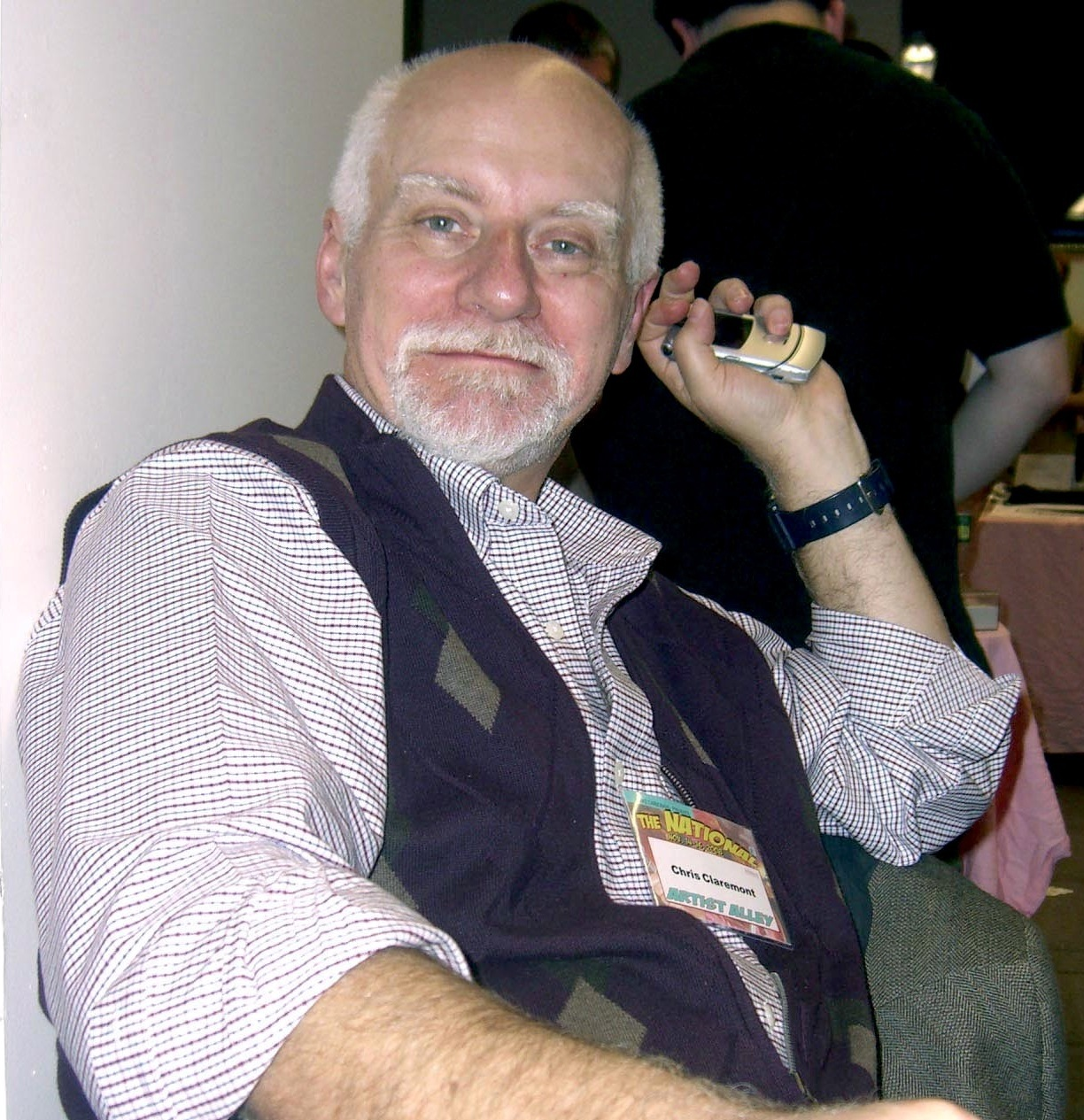
Chris Claremont, sceneggiatore che ha reso gli X-Men una serie di successo.

Questa evoluzione del contenuto dei fumetti è legata ai cambiamenti nella società statunitense. Così, i supereroi appartenenti alle minoranze etniche, nonostante esistano ormai da tempo, diventano più numerosi e più valorizzati. La messa in discussione dell'autorità si riflette nei fumetti: Capitan America cambia nome in Nomad dopo la scoperta di uno scandalo simile a quello del Watergate e Lanterna Verde unisce le forze con Freccia Verde per un viaggio in un'America razzista, sessista e distruttiva della natura. Il mondo dei fumetti si fa quindi più complesso e oscuro.
Le vendite di fumetti durante questo periodo diminuiscono ma alcune serie, come Superman o Batman, che beneficiano di una base di lettori fedeli, resistono. Si impongono nuove serie che beneficiano della presenza di giovani autori di talento. Questo è il caso di X-Men di Chris Claremont e John Byrne, ricreati nel 1975. Fanno parte della nuova ondata di autori arrivati negli anni Settanta, tra i quali troviamo sceneggiatori come Dennis O'Neil, Len Wein, Marv Wolfman e disegnatori come Dave Cockrum, Michael William Kaluta, Jim Starlin, ecc.

### Nuovi generi
Negli anni Settanta compaiono nuovi generi sugli scaffali come il fantasy eroico, l'horror o il kung fu. Il fantasy eroico è rappresentato da titoli come Conan di Roy Thomas e Barry Windsor-Smith, pubblicato dalla Marvel. I fumetti horror, autorizzati dopo la revisione del Comics Code, sono incarnati da The Tomb of Dracula alla Marvel e House of Secrets, in cui appare Swamp Thing, alla DC. Infine, troviamo anche fumetti con personaggi maestri del kung fu, come Shang-Chi creato da Steve Englehart e Jim Starlin, per la Marvel, nel dicembre 1973.
Gli anni Settanta segnano anche la comparsa del primo crossover tra due case editrici: nel 1975, DC e Marvel pubblicano congiuntamente un adattamento del Mago di Oz e l'anno successivo un'avventura che coinvolge Superman e Spider-Man. Questo tipo di incontro viene spesso ripetuto successivamente.

### Gli inizi dell'editoria alternativa
Il fumetto underground, nel frattempo, attraversa una crisi, come tutta la società statunitense. La protesta si sta esaurendo e i fumetti underground perdono lettori. Gli stessi autori non si limitano più a un fumetto di protesta ma cominciano a produrre, invece, opere personali di cui rimangono i proprietari. Stanno anche adottando nuove strade di distribuzione con negozi specializzati nella vendita di fumetti. Emergono poi nuovi editori indipendenti, perché riescono a trovare lettori senza essere ostacolati dai problemi di distribuzione. Tra questi troviamo Pacific Comics, che è il primo editore a proporre fumetti accessibili solo nei negozi specializzati, ma anche Kitchen Sink Press, NBM Publishing, Eclipse Comics, ecc. Al contrario, gli editori in attività dagli anni Trenta stanno scomparendo, incapaci di adattarsi a tutti questi cambiamenti: così Dell chiude nel 1973, Gold Key nel 1984. Anche alcuni editori più giovani subiscono la stessa sorte, come la Warren Publishing nel 1983.
La transizione dall'editoria underground all'alternativa inizia nel 1976 quando Harvey Pekar convince Robert Crumb a tradurre in immagini la sua sceneggiatura autobiografica. L'anno successivo, Dave Sim inizia a pubblicare Cerebus the Aardvark, un fumetto che parte come una parodia di Conan ma permette all'autore di presentare le sue opinioni filosofiche. Questo lavoro è autopubblicato e, nonostante il suo successo, rimarrà tale fino alla fine col numero 300, perché Dave Sim desidera mantenere il controllo totale sul suo lavoro. Nel 1978, Wendy e Richard Pini iniziano la loro serie Elfquest, anch'essa autopubblicata, che vede tirature fino a 100.000 copie. La creazione della rivista RAW da parte di Art Spiegelman e sua moglie Françoise Mouly nel 1981 e poi quella di Weirdo da parte di Crumb sono altre due tappe di questo spostamento verso l'editoria alternativa. Questi due autori underground, infatti, daranno spazio nelle loro riviste a giovani creatori indipendenti. Il passaggio di consegne tra Robert Crumb e Peter Bagge alla guida di Weirdo segna questa graduale attenzione alle giovani generazioni.

### Nuovi formati
Nel corso degli anni Settanta vedono la luce due nuovi formati: la miniserie, che è un insieme di fascicoli che raccontano una storia completa in pochi numeri, e il romanzo a fumetti (graphic novel) in cui troviamo una storia completa. La prima miniserie, The World of Krypton, risale al 1979 ed è pubblicata dalla DC Comics. L'origine del graphic novel è più difficile da definire, poiché diversi titoli competono per l'onore di essere i primi pubblicati in questa forma.
Nel 1971, Archie Goodwin e Gil Kane producono Blackmark, un album di 119 pagine che è stato retrospettivamente soprannominato "il primo graphic novel statunitense". Nel 1976 esce Bloodstar di Richard Corben, che in copertina viene definito un graphic novel. Infine, nel 1978 Eclipse Comics pubblica Sabre: Slow Fade of an Endangered Species di Don McGregor e Paul Gulacy, il primo graphic novel destinato esclusivamente ai negozi specializzati di fumetti. Questo formato si sviluppa poco a poco viene poi utilizzato per designare anche raccolte di episodi di fumetti.

### La questione del diritto d'autore
Mentre fino ad allora l'autore di fumetti è considerato un dipendente che deva cedere i propri disegni all'editore, che ne detiene tutti i diritti, nel 1973 la DC Comics inizia a restituire agli autori le tavole disegnate originali delle storie pubblicate. Successivamente i responsabili decidono di concedere una piccola percentuale dei profitti in caso di ristampa dei fumetti e di utilizzo su altri media.
Nel 1976, la Marvel segue l'esempio della DC. Nel 1978, le leggi sul copyright cambiano e gli editori cominciano a offrire nuovi contratti per assicurarsi i diritti di proprietà sulle creazioni degli artisti. Ne scaturiscono alcuni contrasti tra editori e autori e solo nel 1987 il problema sembra risolto anche se vengono ancora avviate azioni legali, come ad esempio la causa della famiglia Kirby contro la Marvel conclusasi nel luglio 2011 (in attesa del processo d'appello).

## L'età contemporanea (dal 1985)

### Metamorfosi della scrittura
Tre fumetti, tutti pubblicati dalla DC Comics, sono generalmente indicati come il punto di partenza dell'era moderna dei fumetti statunitensi. Si tratta di Crisis on Infinite Earths di Marv Wolfman e George Pérez, pubblicato nel 1985 e che permette di ricreare l'universo DC. Le origini dei supereroi vengono riscritte e adattate al mondo contemporaneo. Nel 1986, altre due miniserie danno il tono a questa era moderna: The Dark Knight Returns di Frank Miller e Watchmen di Alan Moore e Dave Gibbons. I temi sono più adulti, poiché vengono menzionate la sessualità e la droga, e la violenza è più visibile che in un fumetto classico. Swamp Thing di Alan Moore, pubblicato dalla DC, aveva già indicato la strada e non era più soggetto al Comics Code dal numero 29 dell'ottobre 1984. Successivamente questo tipo di storia si sviluppa con fumetti come Hellblazer o Sandman di Neil Gaiman. Dal 1987, inoltre, questi fumetti riportano in copertina l'avvertenza "For Mature Readers". Ciò porta, nel 1993, alla creazione di una collezione all'interno della DC Comics chiamata Vertigo.
Produrre più contenuti per adulti non è privo di pericoli e, nel 1986, associazioni, giornalisti e politici attaccano i fumetti. Ciò si traduce nell'istituzione di una classificazione per età presso la DC e nella garanzia, presso la Marvel, che le regole della CCA siano rispettate. Questo porterà anche all'incriminazione del proprietario di un negozio di fumetti per la vendita di prodotti pornografici. Il malcapitato viene scagionato nel 1989 ma le minacce contro la libertà di espressione portano alla creazione, nel 1987, del Comic Book Legal Defense Fund, un'organizzazione volta a fornire assistenza finanziaria alle persone che lavorano nell'industria dei fumetti che sarebbero state perseguite.
Il 1986 è anche una data importante nella storia del fumetto perché in quell'anno Esce il primo volume di Maus (intitolato Maus: A Survivor's Tale) di Art Spiegelman, che egli stesso aveva pre-pubblicato sulla sua rivista RAW. Il secondo volume Maus: da Mauschwitz to the Catskills vale all'autore un Premio Pulitzer speciale nel 1992.

### Un mondo d'immagini

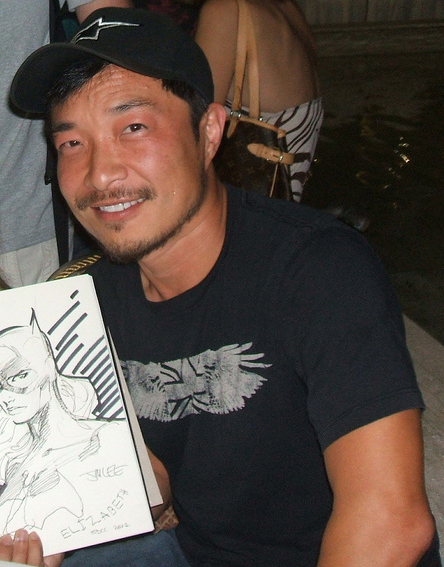
Jim Lee: uno dei fondatori di Image Comics

Fino alla metà degli anni Ottanta, il numero di lettori di fumetti si va erodendo e le vendite, a poco a poco, diminuiscono ma poi ricominciano finalmente a crescere grazie alla combinazione di diversi elementi. Innanzitutto arriva una nuova generazione di artisti e, più precisamente, alla Marvel Comics: Todd McFarlane, Jim Lee, Rob Liefeld, Marc Silvestri, Jim Valentino, e pochi altri sono responsabili della presa in carico di eroi importanti come gli X-Men o Spider-Man.
Le vendite della serie aumentano vertiginosamente: il primo numero di Spider-Man di McFarlane vende tre milioni di copie, X-Force n. 1 (cinque milioni) e X-Men n. 1 (8 milioni). Si sviluppa, inoltre, una bolla speculativa perché gli acquirenti scommettono sulla rivendita a prezzo elevato di numeri eccezionali (numero 1, evento significativo, ecc.). Gli editori approfittano di questo entusiasmo e lo incoraggiano aumentando il numero di collane e numeri speciali.
Creano anche copertine originali (rilievo, ritagli, inchiostro fosforescente, ecc.) che dovrebbero dare valore a qualsiasi fumetto. Nuove case editrici cercheranno di seguire l'onda: Valiant Comics diventa la terza casa editrice dietro Marvel e DC, mentre Image Comics, fondata nel 1992 dalle star della Marvel (Rob Liefeld, Erik Larsen, Jim Valentino, Todd McFarlane, Marc Silvestri e Jim Lee), cerca di imporre nuove serie di supereroi.

### Crisi e rinascita

#### Le riviste a fumetti
Nel 1993 scoppia la bolla speculativa perché gli acquirenti capiscono che fumetti venduti in milioni di copie non possono acquisire rapidamente un valore ingente. Gli speculatori abbandonano il mercato dei fumetti e questo causa una grave crisi che tocca tutti i tipi di attività legate al settore dei fumetti. Il numero delle fumetterie crolla e, nel 1996, passa da 10.000 a 4.000.
Le società di distribuzione chiudono e nel 1994 ne rimane solo una: Diamond Comic Distributor. Molti editori scompaiono, tra cui Valiant Comics, che viene rilevata nel 1994. Nel 1996, la Marvel Comics è sull'orlo della bancarotta e deve presentare istanza di protezione ai sensi del Capitolo 11 della legge fallimentare degli Stati Uniti. La Image, dal canto suo, rischia di implodere quando due dei suoi fondatori lasciano l'azienda: Rob Liefeld diventa autoeditore nel 1997 e Jim Lee se ne va portando con sé le sue creazioni per approdare alla DC Comics. Dopo questa crisi generale, le vendite tornano al livello degli anni Ottanta e, nel gennaio 1998, Uncanny X-Men vende solo 154.000 copie.
Per riconquistare un pubblico fedele, gli editori cominciano a prestare maggiore attenzione alla trama. Le storie sono complesse e si concentrano maggiormente sui personaggi e non solo sui combattimenti. Inoltre, sceneggiatori di prodotti cinematografici o televisivi e romanzieri sono chiamati a scrivere storie per i fumetti: Kevin Smith scrive le avventure di Green Arrow per la DC mentre Joss Whedon continua la storia delle avventure di Buffy l'ammazzavampiri, ecc. Gli scenari diventano più complessi, le storie sono più realistiche e la psicologia dei personaggi è meglio sviluppata.
Questi sviluppi nell'immaginario del fumetto potrebbero essere paragonati alle crisi vissute dagli Stati Uniti dopo la caduta del blocco comunista, soprattutto quella legata agli attentati dell'11 settembre 2001. Il trauma subito dagli statunitensi a causa di questi fatti trova un'eco nella psicologia dei supereroi. A differenza dei personaggi pubblicati durante la Seconda Guerra Mondiale, quelli che si trovano nei fumetti degli anni 2000 non fanno un discorso semplicistico sulla situazione internazionale, parlano in modo misurato e senza razzismo. Portano anche un messaggio di speranza perché nonostante lo shock subito, e come già avvenuto durante il trauma vissuto durante l'evento che li ha fatti diventare degli eroi, superano questa angoscia e si dedicano a combattere il Male. Tuttavia, la lotta non è più così chiara come nel 1940. Le difficoltà della politica estera degli Stati Uniti e l'influenza che ha sulla società portano i supereroi a mettere in dubbio la validità delle loro azioni. I dibattiti sui limiti alla libertà imposti dalla lotta al terrorismo sono, ad esempio, affrontati nel crossover Civil War pubblicato dalla Marvel.
La complessità delle storie porta molto spesso alla costruzione di intrecci che si sviluppano in più serie. Così Batman: Knightfall, pubblicato dalla DC Comics, conta venti episodi distribuiti in quattro serie. Questi crossover tendono gradualmente a diventare un evento regolare e dovrebbero trasformare in modo significativo l'universo dei supereroi. Seguendo questa linea, la DC produce regolarmente Crisis: Identity Crisis nel 2004, Infinite Crisis nel 2005-2006, Final Crisis nel 2008. Nel 2011, il crossover Flashpoint porta alla ricreazione completa dell'universo DC. Tutte le serie ripartono con un nuovo numero 1. In questo modo si vogliono attirare nuovi lettori che esiterebbero ad acquistare una serie così vecchia da rendere difficile l'immediata comprensione delle motivazioni dei personaggi.
Randy Duncan e Matthew J. Smith parlano di un'era di reiterazione per caratterizzare questo periodo in cui gli eroi vengono costantemente ricreati, sia nell'universo classico che in versioni alternative. Così, la Marvel ha creato la collezione Ultimate, in cui i supereroi classici hanno nuove origini ma collocate nel mondo di oggi, una collezione MAX con contenuti per lettori più adulti e una collezione per bambini, con una grafica ispirata ai cartoni animati.

#### I fumetti alternativi
Accanto ai due principali editori di fumetti, Marvel e DC, che dominano il mercato, alcuni editori, descritti come indipendenti, sopravvivono offrendo molto spesso opere più personali e generi diversi da quello dei supereroi. Molti artisti seguono le orme di Dave Sim o Kevin Eastman e Peter Laird, i creatori delle Teenage Mutant Ninja Turtles. Altri distribuiscono le loro opere grazie a un editore che può essere specializzato in un genere o essere generalista. Il primo a offrire un fumetto alternativo è Fantagraphics Books, che pubblica Love and Rockets dei fratelli Hernandez nel 1982. Altri editori seguono lo stesso percorso, come Drawn e Quarterly nel 1989 o Top Shelf nel 1997.
Il formato a fascicoli non è più quello che si usa in automatico e molti fumetti vengono pubblicati direttamente in album. È così che artisti come Daniel Clowes, Howard Cruse o Chris Ware trovano un pubblico per album impegnativi. La durata di questi è molto più lunga di quella dei fumetti e la loro importanza si scopre nel tempo. Inoltre, questi fumetti affrontano generi e temi rari o addirittura inesistenti tra gli editori che dominano il mercato: Joe Sacco propone reportage disegnati, Alex Robinson presenta la vita dei giovani sulla trentina, Joe Matt pubblica racconti autobiografici, ecc.

#### Gli altri formati
Le strisce, come i fascicoli a fumetti, stanno perdendo lettori: occupano meno spazio sui giornali e sempre meno quotidiani le pubblicano. Alcune, però, hanno ancora molto successo, come Calvin and Hobbes di Bill Watterson o Garfield di Jim Davis. Queste strisce vengono successivamente ristampate in albi, come avviene in Europa, e riescono a vendere milioni di copie. Pertanto, il mondo dei fumetti si evolve poco, con creazioni originali che interessano un vasto numero di persone e che ne fanno una forma di espressione di grande vitalità.
Dagli anni Ottanta è disponibile un nuovo metodo di distribuzione dei fumetti. Grazie alle reti elettroniche, gli autori pubblicano le proprie opere sotto forma di webcomics. Eric Millikin, nel 1985, è il primo a proporre le sue creazioni utilizzando una rete informatica, in questo caso CompuServe con Witches and Stitches. Dopo di lui, molti artisti scelgono di distribuire le proprie creazioni via Internet e, talvolta,solo in un secondo tempo, anche in formato cartaceo. Nella direzione opposta, gli editori di fumetti, come Marvel, Top Cow, Boom, ecc., ora distribuiscono le proprie opere cartacee su Internet.

### Annotazioni
1. ↑  Testo originale: "If you guys keep bringing back the heroes from the Golden Age, people 20 years from now will be calling this decade the Silver Sixties!"
2. ↑  In inglese "comic strip", letteralmente: "striscia umoristica". Il termine "comic" ("comico", "buffo") per indicare i fumetti in lingua inglese, da cui ad esempio "sunday comic" (tavola domenicale) o "comic book" (albo a fumetti), si afferma negli Stati Uniti già agli inizi del novecento quando la maggioranza dei fumetti era effettivamente a tema comico. Cfr.  Voce "Comic strip" sulla Enciclopedia Britannica, su Britannica. URL consultato il 4 luglio 2024.
3. ↑  Questo era già il caso di Töpffer, ma si limitava ancora a una striscia per pagina.
4. ↑  M. A. Mutt si lancia nelle scommesse sulle corse dei cavalli
5. ↑  Annie, la piccola orfana
6. ↑  Charles Coletta, Captain Marvel, p. 84[60]
7. ↑  Charles Coletta, Detective Comics, p. 150[63]
8. ↑  Principe Valiant
9. ↑  Michelle Nolan, Romance Comics, p. 520[75]
10. 1 2  Michelle Nolan, Romance Comics, p. 523[76]
11. ↑  Michelle Nolan, Romance Comics, p. 521[88]
12. ↑  "Il codice Dell elimina completamente, anziché regolamentare, il materiale discutibile"
13. ↑  James Bucky Carter, Classics Illustrated, p. 100[109]
14. ↑  Randy Duncan, Charlton Comics, p. 94[111]
15. 1 2 3  Randy Duncan, Underground and Adult Comics, p. 649[119]
16. 1 2 3 4  Randy Duncan, Underground and Adult Comics[124]
17. 1 2 3  Randy Duncan, Underground and Adult Comics, p. 654[125]
18. ↑  Tim Bryant, Ages of Comics, p. 13[138]
19. ↑  Chris Murray, Cold War, p. 109[140]
20. ↑  Mark O'English, JLA/Avengers, p. 324[144]
21. ↑  Patrick Scott Belk, Elfquest, p. 173[148]
22. ↑  significa per lettori adulti e maturi
23. ↑  Mark C. Rogers, Merchandising and Licensing, p. 414[162]
24. ↑  Peter Coogan, Superheroes, p. 612[168]
25. ↑  en 2006, raccolgono l'80% dei ricavi dalle vendite di fumetti, graphic novel e riviste
26. ↑  Questa casa editrice canadese distribuisce il suo catalogo negli Stati Uniti e pubblica autori americani insieme ad autori canadesi, francesi, ecc.
27. ↑  Anne Thalheimer, Matt, Joe, p. 397[178]

### Fonti
1. 1 2  Rhoades 2008, p. 4.
2. ↑  Duncan e Smith 2009, p. 22.
3. 1 2 3  Rhoades 2008, p. 5.
4. ↑  Duncan e Smith 2009, pp. 23-24.
5. ↑  Rhoades 2008, p. 71.
6. ↑  Duncan e Smith 2009, p. 25.
7. ↑   Rubis Florian, Comics From the Crypt to the Top, in panorama des comics en français, n. 61, marzo 2012,  p. 39, ISSN 1951-4050 (WC · ACNP).
8. 1 2  (EN) Jamie Coville, See you in the Funny Pages.., su thecomicbooks.com, 2001..
9. ↑  Rhoades 2008, p. 3.
10. ↑  Gabilliet 2010, p. 4.
11. ↑  Harvey 1994, p. 4.
12. ↑  Gravett 2013, p. 29.
13. ↑   Matteo Stefanelli, Carlo, il cane di AB Frost: tra cronofotografia e fumetto, su Fumettologica. URL consultato il 6 luglio 2024.
14. ↑   Rubis Florian, Comics From the Crypt to the Top, in panorama des comics en français, n. 61, DBD, marzo 2012,  p. 45, ISSN 1951-4050 (WC · ACNP).
15. ↑  Hajdu 2010, p. 13.
16. ↑  Barbieri 2014, p. 15.
17. ↑  Baron-Carvais 1994, p. 12.
18. 1 2  Barbieri 2014, p. 17.
19. ↑  Dupuis 2005, p. 16.
20. 1 2  Hajdu 2010, p. 14.
21. 1 2 3  Baron-Carvais 1994, p. 13.
22. ↑   Lord Denis, Bandes dessinées: le phylactère francophone célèbre ses 100 ans, in Le Devoir, 28 mars 2004. URL consultato l'8 settembre 2012.
23. 1 2  Castelli 1996, p. 43.
24. ↑  Duncan e Smith 2009, p. 26.
25. 1 2  Barbieri 2014, p. 16.
26. ↑  Castelli 2010, p. 1.
27. 1 2  (EN) Ryall Chris e Tipton Scott, Comic Books 101, The History, Methods and Madness, Impact, 2009,  p. 288.
28. ↑   Benoît Peeters, Lire la bande dessinée, Parigi, Groupe Flammarion, 2002,  p. 194, ISBN 9788887810035.
29. ↑   Jean-Christophe Menu, La bande dessinée contemporaine (PDF), in Collège iconique, institut national de l'audiovisuel, 5 dicembre 2007,  p. 5..
30. ↑  Dupuis 2005, p. 23.
31. ↑  Harvey 1994, p. 32.
32. ↑  Gravett 2013, p. 31.
33. ↑  Didier Pasamonik,  Les séries de bandes dessinées mythiques doivent-elles être poursuivies ?, 12 novembre 2013.
34. ↑   Donald D. Markstein, Don Markstein's Toonopedia: A. Piker Clerk, su toonopedia.com, Donald D. Markstein, 2010..
35. 1 2 3  Dupuis 2005, p. 18.
36. ↑  Harvey 2009, p. 39.
37. ↑  Harvey 2009, p. 40.
38. ↑  Filippini 2005, p. X.
39. ↑  Dupuis 2005, pp. 25-26.
40. 1 2 3  Woods 2001, p. 193.
41. ↑  Dupuis 2005, p. 25.
42. ↑  Filippini 2005, p. 503.
43. ↑  Dupuis 2005, p. 24.
44. 1 2 3  Baron-Carvais 1994, p. 14.
45. ↑  Dupuis 2005, pp. 25, 32.
46. ↑  Dupuis 2005, p. 46.
47. ↑  Dupuis 2005, p. 51.
48. 1 2 3 4 5   Florian Rubis, Comics From the Crypt to the Top, in DBD, n. 61, marzo 2012,  p. 46, ISSN 1951-4050 (WC · ACNP).
49. ↑  (FR) Patrick Gaumer, Larousse de la BD, Parigi, Larousse, 2004,  p. 889, ISBN 2035054168.
50. ↑  (EN) Comic creator : John Terry, su Lambiek.com. URL consultato il 20 maggio 2012.
51. ↑   Comic Art & Graffix Gallery History of Comic Art, su comic-art.com, 2006. URL consultato il 6 giugno 2012.
52. ↑  (EN) Dwight Decker e Gary Groth, An Interview with William M. Gaines, in The Comics Journal, n. 81, Fantagraphics, maggio 1983. URL consultato il 16 marzo 2012 (archiviato dall'url originale il 30 settembre 2013).
53. ↑  Hajdu 2010, p. 32.
54. ↑  Thomas 2004, p. 13.
55. ↑  (EN) Famous Funnies, su toonopedia.com, Donald D. Markstein. URL consultato il 20 settembre 2012.
56. 1 2  Kaplan 2008, p. 2.
57. ↑  (EN) Pagina Famous Funnies su Grand Comics Database, su Grand Comics Database. URL consultato il 4 luglio 2024.
58. ↑  Kaplan 2008, p. 4.
59. ↑  Kaplan 2008, p. 8.
60. ↑  Booker 2010, p. 84.
61. ↑  Misiroglu 2004, p. 332.
62. ↑  Kaplan 2008, p. 26.
63. ↑  Booker 2010, p. 150.
64. ↑  (FR) Bernard Coulange, Phantom of Bengala, su bdoubliees.com, Bernard Coulange. URL consultato il 20 maggio 2012.
65. ↑  (EN) Greg Theakston e Jack Kirby, The Complete Jack Kirby, in 1940-1941, vol. 2, Pure Imagination Publishing, 1998,  p. 270, ISBN 9781566850070.
66. ↑  Courtial 1985, p. 14.
67. ↑  Courtial 1985, p. 16.
68. ↑  Gabilliet 2010, p. 25.
69. ↑  Ryall e Tipton 2009.
70. 1 2  Gabilliet 2010, p. 24.
71. ↑  Gabilliet 2010, pp. 22-23.
72. ↑  (EN) Greg Theakston e Jack Kirby, March - May 1947, in The Complete Jack Kirby, vol. 3, Pure Imagination Publishing, 1998,  p. 224, ISBN 9781566850087.
73. 1 2  Duncan e Smith 2009, p. 37.
74. ↑  Sutcliff 2010, p. 152.
75. ↑  Booker 2010, p. 520.
76. 1 2  Booker 2010, p. 523.
77. ↑  Duncan e Smith 2009, p. 38.
78. ↑  Wright 2003, pp. 64-65.
79. ↑  Wright 2003, p. 110.
80. ↑  Wright 2003, p. 114.
81. ↑  (EN) William W. Savage Jr, Comic Books and America, 1945-1954, in Commies, Cowboys, and Jungle Queens, Wesleyan University Press, 1998,  p. 165, ISBN 9780819563385. URL consultato il 4 agosto 2012.
82. ↑  Wright 2003, pp. 133-134.
83. ↑  Wright 2003, p. 1141.
84. ↑  Wright 2003, p. 134.
85. ↑  Wright 2003, p. 123.
86. ↑   Stephen J. Lind, Reading Peanuts : the Secular and the Sacred, in Interdisciplinary Comics Studies, inverno 2008. URL consultato il 6 aprile 2012.
87. ↑   Schulz & Peanuts Time Line, su schulzmuseum.org, inverno 2008. URL consultato il 6 aprile 2012 (archiviato dall'url originale il 12 aprile 2012).
88. ↑  Booker 2010, p. 521.
89. ↑  (EN) The Press : Horror on the Newsstands, in Time magazine, 27 settembre 1954,  p. 1. URL consultato il 5 dicembre 2011 (archiviato dall'url originale il 20 giugno 2009).
90. ↑  (EN) Bradford W, Wright, The Transformation of Youth Culture in America, in Comic Book Nation, Johns Hopkins University Press, 2001,  pp. 86, ISBN 080186514X.
91. ↑   Jamie Coville, Seduction of the Innocents and the Attack on Comic Books, su psu.edu, Pennsylvania State University. URL consultato il 5 dicembre 2011.
92. ↑  (EN) Senators to hold teen age Hearings; Subcommittee Plans Sessions Here and in 19 Other Cities : Local Assistance Sought, in The New-York Times, 19 settembre 1953. URL consultato il 5 dicembre 2011.
93. ↑  (EN) Gary Groth, Dwight Decker e William M. Gaines, An Interview with William M. Gaines, Part Three of Three, in The Comics Journal, n. 81, maggio 1983,  p. 1. URL consultato il 3 dicembre 2011.
94. ↑  (EN) Estes Kefauver, Interim report, in Comic Books and Juvenile Delinquency a part of the investigation of Juvenile Delinquency in the United State, United States Government Printing Office, 1955. URL consultato il 5 dicembre 2011.
95. 1 2  (EN) William B. Jones, Jr., A Cultural History, in Classics Illustrated, Jefferson (Carolina del Nord), McFarland, 2011,  p. 381, ISBN 9780786438402. URL consultato il 22 agosto 2012.
96. ↑  (EN) Steve Ringenberg, William M. Gaines Interview, su comic-art.com, 2002. URL consultato il 7 giugno 2012.
97. ↑  (EN) What was the relationship between Dell Comics and Gold Key Comics?, in Incessantly-Asked Questions, Mark Evanier. URL consultato il 22 agosto 2012 (archiviato dall'url originale il 16 luglio 2012).
98. ↑  Duncan e Smith 2009, p. 41.
99. ↑   Dwight Decker, Fredric Wertham - Anti-Comics Crusader Who Turned Advocate, su art-bin.com. URL consultato il 2 aprile 2012.
100. ↑  (EN) Roy Thomas, Who Created The Silver Age Flash?, in Alter Ego, vol. 3, n. 10, autunno 2001,  p. 100. URL consultato il 30 gennaio 2012.
101. ↑  Duncan e Smith 2009, p. 45.
102. ↑  (EN) Martin Gitlin, Comic Book Superhero, in Stan Lee, 8-9, ABDO Publishing, 2010,  p. 112, ISBN 9781604538984.
103. ↑  (EN) Digital Comics: Fantastic Four (1961) n. 1, su marvel.com, Marvel Comics. URL consultato il 17 ottobre 2011.
104. ↑  Courtial 1985, p. 20.
105. 1 2  Duncan e Smith 2009, p. 59.
106. ↑  (EN) Craig Shutt, The Wild, Wacky, Wonderful Comic Books of the 1960s, in Baby Boomer Comics, 17ª ed., Krause Publications, 2011,  p. 207, ISBN 9781440227417. URL consultato l'8 agosto 2012.
107. ↑  (EN) Chris Ryall e Scott Tipton, The History, Methods and Madness, in Comic Books 101, Impact, 2009,  p. 288, ISBN 1600611877. URL consultato il 4 aprile 2012.
108. ↑  (EN) Paul Lopes, The Evolution of the American Comic Book, in Demanding Respect, 63ª ed., Temple University Press, 2009,  p. 260, ISBN 9781592134434. URL consultato il 23 agosto 2012.
109. ↑  Booker 2010, p. 100.
110. ↑  (EN) Kathy Merlock Jackson e Mark D. Arnold, Baby-Boom Children and Harvey Comics After the Code: A Neighborhood of Little Girls and Boys, su english.ufl.edu. URL consultato il 3 aprile 2012.
111. ↑  Booker 2010, p. 94.
112. ↑   Don Markstein, Charlton comics, su toonopedia.com, Donald D. Markstein. URL consultato l'8 giugno 2012.
113. 1 2  (EN) Roger Chapman, Comic Books, in Culture Wars: An Encyclopedia of Issues, Viewpoints, and Voices, M.E. Sharpe, 2010,  p. 106. URL consultato l'8 agosto 2012.
114. ↑  DiPaolo 2011, p. 28.
115. ↑  DiPaolo 2011, p. 29.
116. ↑  Estren 1993, p. 44.
117. 1 2   Lambiek comic shop and studio in Amsterdam, The Netherlands, Underground comix overview by Lambiek, su lambiek.net, 29 maggio 2006. URL consultato il 10 giugno 2012..
118. ↑  Estren 1993, p. 43.
119. 1 2 3  Booker 2010, p. 649.
120. 1 2  Nyberg 1998, p. 138.
121. ↑  Estren 1993, p. 53.
122. ↑  Estren 1993, p. 52.
123. ↑  (EN) Jeff Kilian, HELP! magazine history, su helpmag.com, Kilian Enterprises, 2007. URL consultato il 7 aprile 2012 (archiviato dall'url originale il 31 agosto 2011).
124. 1 2 3 4  Booker 2010, p. 650.
125. 1 2 3  Booker 2010, p. 654.
126. ↑  (EN) Steve Stiles, The Al Feldstein Story, Pt. 3 : Go Mad,Young Man!, su stevestiles.com. URL consultato il 5 aprile 2012..
127. ↑  (EN) JennDlugos, Al Feldstein Interview, su classic-horror.com, 1º gennaio 2003. URL consultato il 6 aprile 2012..
128. ↑  (EN) Gary Groth, Dwight Decker e William M. Gaines, An Interview with William M. Gaines, Part Three of Three, in The Comics Journal, n. 81, maggio 1983,  p. 6. URL consultato il 30 novembre 2011 (archiviato dall'url originale il 14 settembre 2015).
129. ↑   Gary Groth, The John Severin Interview Parts I & II, in The Comics Journal 215-216, Fantagraphics Books, 14 febbraio 2012,  p. 15. URL consultato il 19 febbraio 2012.
130. ↑  Cooke e Roach 2001, p. 194.
131. ↑  Cooke e Roach 2001, p. 235.
132. ↑  (EN) Jon B. Cooke, The James Warren Interview, in Comic Book Artist, n. 4, inverno 1999. URL consultato il 5 aprile 2012.
133. 1 2  (EN) Björn Saemann, The Development of American Superheroes, in How Comics Reflect Society, Grin Verlag, 2011,  p. 48, ISBN 978-3-640-83112-8. URL consultato il 14 aprile 2012.
134. 1 2  Duncan e Smith 2009, p. 60.
135. ↑  (EN) Jack Kirby, Introduction, in Jimmy Olsen adventures editore=DC Comics, 2003,  p. 160, ISBN 9781563899843.
136. ↑  Courtial 1985, p. 40.
137. ↑  Courtial 1985, p. 34.
138. ↑  Booker 2010, p. 13.
139. ↑  (EN) Robert G. Weiner, Critical Essays, in Captain America and the Struggle of the Superhero, McFarland, 2009,  p. 255, ISBN 9780786437030. URL consultato il 9 agosto 2012.
140. ↑  Booker 2010, p. 109.
141. ↑  Duncan e Smith 2009, p. 61.
142. 1 2  Duncan e Smith 2009, p. 62.
143. ↑  Courtial 1985, pp 112-113.
144. ↑  Booker 2010, p. 324.
145. ↑  (EN) Bruce Buchanan, Superman Vs.The Amazing Spider-Man, su samruby.com. URL consultato l'8 febbraio 2012 (archiviato dall'url originale il 20 ottobre 2008)..
146. ↑  (EN) Stephen Weiner, One Hundred and One Best Graphic Novels, n. 2, XIV, NBM, 2006,  p. 60, ISBN 9781561634439. URL consultato il 26 settembre 2012.
147. ↑  Duncan e Smith 2009, pp. 68-70.
148. ↑  Booker 2010, p. 173.
149. ↑  Duncan e Smith 2009, p. 63.
150. ↑  Duncan e Smith 2009, p. 65.
151. 1 2 3   Jean-Paul Gabilliet, Du comic book au graphic novel : l'européanisation de la bande dessinée américaine, su imageandnarrative.be, Image & Narrative, agosto 2005. URL consultato il 28 luglio 2012 (archiviato dall'url originale l'8 maggio 2011)..
152. ↑  (EN) Michael Dean, The Fight for Jack Kirby's Marvel Artwork, in Kirby and Goliath, The Comics Journal Library, Jack Kirby, 2002.
153. ↑   Memorandum Opinion and Order granting Plaintiff's Motion for Summary Judgement and denying Defendant's Cross Motion for Summary Judgement-jour=28 (PDF), su comicsbeat.com, Luglio 2011. URL consultato il 28 luglio 2012..
154. ↑  Gabilliet 2010, pp. 91-92.
155. ↑  Rhoades 2008, p. 126.
156. ↑   The Pulitzer Prizes : Special Awards and Citations, su pulitzer.org. URL consultato il 30 luglio 2012..
157. 1 2  Misiroglu 2004, p. 352.
158. ↑  Misiroglu 2004, p. 272.
159. 1 2  Duncan e Smith 2009, p. 74.
160. ↑  Duncan e Smith 2009, p. 76.
161. 1 2  Duncan e Smith 2009, p. 77.
162. ↑  Booker 2010, p. 414.
163. ↑   marvel reaches agreement to emerge from bankruptcy, su nytimes.com, New-York Times, 11 Luglio 1997. URL consultato il 21 aprile 2012..
164. ↑  Misiroglu 2004, p. 275.
165. ↑  Duncan e Smith 2009, p. 127.
166. ↑   Rüdiger Heinze, American (Super)Heroes After 9/11, su webdoc.gwdg.de, Université de Göttingen, aprile 2007. URL consultato l'11 agosto 2012..
167. ↑  (EN) Véronique Bragard, Christophe Dony e , Warren Rosenberg, Essays on Representations in Comics, Literature, Film and Theatre, in Portraying 9/11, 53ª ed., McFarland, 2011,  p. 176, ISBN 9780786488964. URL consultato il 13 agosto 2012.
168. ↑  Booker 2010, p. 612.
169. ↑   Kevin Melrose, DC Announces Post-"Flashpoint" Details, Relaunches All Titles, su comicbookresources.com, 31 maggio 2011. URL consultato il 5 maggio 2012..
170. 1 2  Duncan e Smith 2009, p. 79.
171. ↑   Jesse Schedeen, The State of Marvel's Ultimate Universe, su uk.comics.ign.com, 5 febbraio 2011. URL consultato il 10 maggio 2012 (archiviato dall'url originale l'8 febbraio 2011)..
172. ↑   Joey Esposito, 25 Best Comic Runs of the Decade, su uk.comics.ign.com, 19 aprile 2012. URL consultato il 10 maggio 2012 (archiviato dall'url originale il 26 aprile 2012)..
173. ↑   Albert Ching, New All-Ages Comic Line Tied to MARVEL Animation, su newsarama.com, 14 febbraio 2012. URL consultato il 10 maggio 2012..
174. ↑  (EN) Shirrel Rhoades, How the Industry Works, in Comic Books, 2ª ed., Peter Lang AG, 2008,  p. 406, ISBN 9780820488929. URL consultato il 28 agosto 2012.
175. ↑  (EN) Alison Bechdel, The Best American Comics 2011, IX, Houghton Mifflin Harcourt, 2011,  p. 352, ISBN 9780547333625. URL consultato il 28 agosto 2012.
176. ↑   Gilles Suchey e Cécile Mathey, Joe Sacco, su du9.org, maggio 2012. URL consultato il 28 settembre 2012..
177. ↑   Téphane Beaujean, Alex Robinson : de mal en pis [collegamento interrotto], su chronicart.com. URL consultato il 28 settembre 2012..
178. ↑  Booker 2010, p. 397.
179. ↑  Harvey 1994, p. 239.
180. ↑   James Anderson, 14 Awesome Webcomics To Distract You From Getting Things Done, su pastemagazine.com, 19 settembre 2011. URL consultato il 12 maggio 2012 (archiviato dall'url originale il 18 settembre 2012)..
181. ↑  Thorne 2010, p. 209.
182. ↑   David Brothers, Marvel's Digital Comics Strategy: Making Sense of the 5 Ways to Buy, su comicsalliance.com, 7 febbraio 2011. URL consultato il 12 maggio 2012..